# Carl von Ossietzky

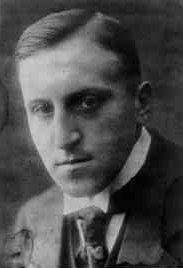
Ossietzky als 26-Jähriger im Jahr 1915

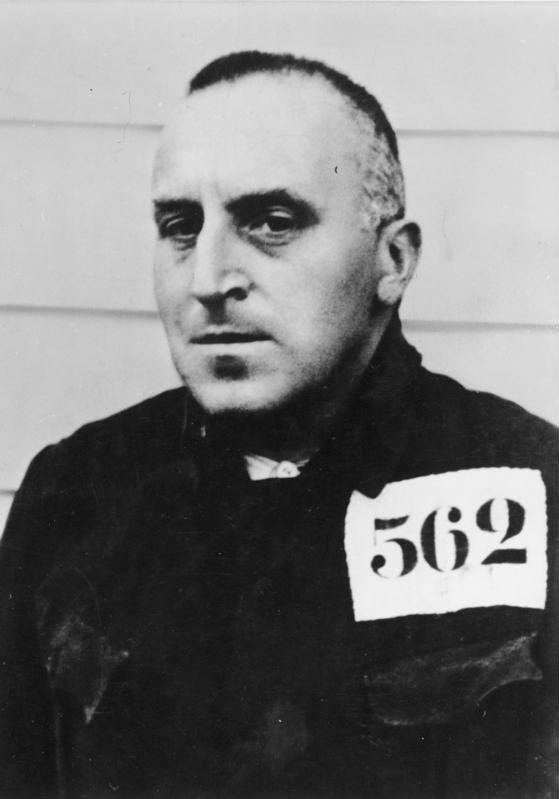
Carl von Ossietzky als Häftling des NS-Regimes im KZ Esterwegen (1934)

Carl von Ossietzky (* 3. Oktober 1889 in Hamburg; † 4. Mai 1938 in Berlin) war ein deutscher Journalist, Schriftsteller und Pazifist. Er schrieb auch unter den Pseudonymen Celsus, Thomas Murner, Lucius Schierling und Yatagan.
Als Herausgeber der Zeitschrift Die Weltbühne musste sich Ossietzky mehrfach wegen Artikeln, die illegale Zustände in der Weimarer Republik zum Thema hatten, vor Gericht verantworten. Im international aufsehenerregenden Weltbühne-Prozess wurde er 1931 wegen Spionage verurteilt, weil seine Zeitschrift auf die verbotene Aufrüstung der Reichswehr aufmerksam gemacht hatte. Kurz nach seiner Entlassung kamen die Nazis an die Macht. Ossietzky wurde am 28. Februar 1933 in die sogenannte Schutzhaft genommen. Als einer der prominentesten politischen Häftlinge wurde Ossietzky unter anderem im KZ Esterwegen besonderes Opfer nationalsozialistischer Willkür. Er wurde häufig misshandelt und gefoltert. 1936 erhielt Ossietzky in einer internationalen Hilfskampagne den Friedensnobelpreis. Im gleichen Jahr wurde er, durch die Torturen schwer erkrankt, unter Polizeiüberwachung in ein Berliner Krankenhaus verlegt. Dort starb er unter Bewachung zwei Jahre später.

## Leben

### Frühe Jahre und Ausbildung
Carl von Ossietzky wurde 1889 als Kind der Eheleute Carl Ignatius von Ossietzky und Rosalie, geb. Pratzka, in Hamburg geboren. Der Vater Carl Ignatius (1848–1891) stammte aus einer katholisch-polnischen Familie. Er war der Sohn eines Kreisbeamten aus Oberschlesien. Nach seiner Dienstzeit als Soldat übersiedelte er nach Hamburg. Dort arbeitete er als schlecht bezahlter Stenograf in der Anwaltskanzlei des Senators und späteren Hamburger Bürgermeisters Max Predöhl. Nebenbei betrieb er eine Milchhandlung und Speisewirtschaft. Die Mutter Rosalie stammte aus einer deutsch-polnischen Familie. Die Familie wohnte im Gängeviertel.
Carl wurde am 10. November 1889 im katholischen Kleinen Michel getauft und am 23. März 1904 evangelisch-lutherisch in der Hauptkirche St. Michaelis konfirmiert.
Als der Vater in Carls drittem Lebensjahr starb, übernahm dessen Schwester die Erziehung von Carl, der Einzelkind blieb, während sich die Mutter weiter um die Gaststätte kümmerte. Senator Predöhl unterstützte die Familie nach dem Tod des Vaters und besorgte für den jungen Carl einen Freiplatz an der Rumbaumschen Schule, die von Kindern begüterter Familien besucht wurde. Zehn Jahre nach dem Tod ihres Mannes heiratete Rosalie von Ossietzky den Bildhauer und Sozialdemokraten Gustav Walther, und beide nahmen den Jungen zu sich. Walther weckte Ossietzkys Interesse an Politik. So besuchten sie gemeinsam Parteiveranstaltungen, auf denen der SPD-Vorsitzende August Bebel sprach, was einen nachhaltigen Eindruck bei Ossietzky hinterließ.
Ossietzky war ein schlechter Schüler. Zweimal versuchte er nach dem achtjährigen Besuch der privaten Realschule und dem Besuch einer privaten Abendschule (Institut Dr. Goldmann) erfolglos, die staatliche Prüfung zur mittleren Reife zu bestehen. Ossietzkys Leistungen in Mathematik bzw. im kaufmännischen Rechnen waren im Gegensatz zu anderen Fächern schwach. Seine Interessen waren eher auf Literatur und Geschichte gerichtet. So blieb er schon in jungen Jahren hin und wieder der Schule fern, um ungestört literarische Klassiker wie Schiller, Goethe und Hölderlin zu lesen. Da ihm eine akademische Laufbahn verwehrt war, bewarb er sich im Alter von 17 Jahren um eine Stelle bei der Hamburger Justizverwaltung. Nur der Intervention seines Fürsprechers Predöhl war es zu verdanken, dass er überhaupt zur Einstellungsprüfung zugelassen wurde. Schließlich war Ossietzky in der Warteliste für „anzustellende Hülfsschreiber“ auf Platz eins vorgerückt und trat am 1. Oktober 1907 in den Justizdienst ein. 1910 wurde er aufgrund akzeptabler Leistungen in das Grundbuchamt versetzt.
Ossietzky führte während seiner Zeit im Justizdienst eine Art Doppelleben. Tagsüber verbrachte er die Stunden auf dem Amt, abends besuchte er so viele kulturelle und politische Veranstaltungen wie möglich. Nebenher schrieb er viele Gedichte. Zu seinen ersten literarischen Versuchen jener Zeit gehörte ein romantisches Theaterstück, das er für eine Hamburger Schauspielerin schrieb, in die er verliebt war.
1908 trat er in die Deutsche Friedensgesellschaft ein. Im gleichen Jahr schloss er sich der Demokratischen Vereinigung um Hellmut von Gerlach und Rudolf Breitscheid an. Weltanschaulich stand Ossietzky zu dieser Zeit dem Monismus des populären Zoologen und Darwinisten Ernst Haeckel nahe. Mit seinem starken Diesseits- und Fortschrittsglauben war der Monismus für einen Menschen wie Ossietzky attraktiv, der sich von Wissenschaft und Technik eine Verbesserung der allgemeinen Lebensbedingungen erhoffte und als Atheist den Einfluss der Kirche auf Erziehung und Bildung zurückdrängen wollte.

### Pazifistischer Soldat
1911 sandte Ossietzky seinen ersten Beitrag bei der Wochenzeitung Das freie Volk ein, dem Publikationsorgan der Demokratischen Vereinigung. Aus dieser Initiative entwickelte sich in den Folgejahren eine regelmäßige Mitarbeiterschaft. Ossietzky wurde erstmals Leitartikler einer Zeitschrift. Auch für die Blätter des Deutschen Monistenbundes schrieb er regelmäßig.
1914 machte er auf eine für ihn ungewohnte Weise Bekanntschaft mit der Justiz: Aufgrund des Artikels „Das Erfurter Urteil“ wurde er wegen „öffentlicher Beleidigung“ angeklagt, weil er die preußische Militärjustiz stark kritisiert hatte. Die 200 Mark Geldbuße, zu der er verurteilt wurde, beglich seine Ehefrau Maud, die er am 19. August 1913 geheiratet hatte. Ossietzky hatte Maud Lichfield-Woods, die Tochter eines britischen Kolonialoffiziers und Urenkelin einer indischen Prinzessin, im Januar 1911 in Hamburg kennengelernt. Sie war zuvor in der englischen Frauenrechtsbewegung aktiv. Nach der Heirat unterstützte sie die Pläne ihres Mannes, den Justizdienst zugunsten einer journalistischen Karriere aufzugeben. Im Januar 1914 reichte Ossietzky seine Kündigung ein und Maud von Ossietzky gab Englisch-Unterricht, um die beiden zu finanzieren.
Zu Beginn des Ersten Weltkrieges wurde Carl von Ossietzky zunächst als untauglich gemustert. Die kriegsbedingten Veränderungen innerhalb der Medien machten es ihm jedoch unmöglich, seinen Lebensunterhalt weiterhin als militärkritischer und später sogar pazifistischer Journalist zu verdienen. Daher kehrte er im Januar 1915 wieder in den Justizdienst zurück. Im Sommer 1916 wurde er schließlich doch noch eingezogen und als Armierungssoldat an die Westfront geschickt.
Zu diesem Zeitpunkt hatte er sich wieder von seiner anfänglichen Kriegsbegeisterung gelöst und hielt pazifistische Vorträge in Hamburg, wo er in den Vorstand der dortigen Ortsgruppe der Deutschen Friedensgesellschaft (DFG) gewählt worden war. Ebenfalls attackierte er im Laufe des Krieges verschiedene Führer des Monistenbundes wie Ernst Haeckel und Wilhelm Ostwald, die in dem Krieg ein Instrument zur weltweiten Durchsetzung der von ihnen als höherstehend angesehenen deutschen Kultur sahen. In seinem 1917 verfassten Manuskript Monismus und Pazifismus wandte sich Ossietzky entschieden gegen eine derartige Auslegung des darwinistischen Entwicklungsgedankens und warf Haeckel und Ostwald „pangermanische Phantastereien auf Kosten der humanistischen Vernunft vor“ (Suhr, S. 80 f.). Nach Ende des Krieges kehrte Ossietzky nach Hamburg zurück, wo er ein weiteres Mal seinen Dienst bei der Justiz quittierte.

### Journalist in Berlin
Der Aufbau einer Existenz als Journalist erwies sich jedoch als schwierig. Ossietzky nahm eine gering bezahlte Stellung als Lektor im Pfadweiser-Verlag an. Ebenfalls gab er die Nullnummer der monistischen Zeitschrift Die Laterne heraus. Da er zum ersten Vorsitzenden der Hamburger DFG-Sektion gewählt wurde, war er häufig zu Vorträgen unterwegs. Als sich ihm Mitte 1919 schließlich die Möglichkeit bot, Sekretär der DFG in Berlin zu werden, zog das Ehepaar Ossietzky in die Reichshauptstadt. Dort zählte er im Oktober 1919 auch zu den Gründungsmitgliedern des Friedensbundes der Kriegsteilnehmer (FdK), den er gemeinsam mit Kurt Tucholsky und anderen Pazifisten ins Leben rief. Da Ossietzky zu diesem Zeitpunkt bereits einen radikaleren Pazifismus als der DFG-Vorsitzende Ludwig Quidde vertrat und wenig Freude an den reinen Organisationsaufgaben fand, kündigte er im Juni 1920 seine Stelle als DFG-Sekretär und widmete sich wieder hauptberuflich dem Journalismus.
1919 wurde seine Tochter Rosalinde geboren.
Von Januar 1920 bis März 1922 schrieb er unter dem Pseudonym Thomas Murner in den Monistischen Monatsheften die ihm eingerichtete Kolumne Von der deutschen Republik. Von 1920 bis 1924 arbeitete er bei der Berliner Volks-Zeitung, zunächst als außenpolitischer Mitarbeiter, später als Redakteur. Daneben engagierte er sich stark in der „Nie wieder Krieg“-Bewegung, die unter der Führung des FdK gegründet worden war. Zu jedem Jahrestag des Kriegsausbruches, dem 1. August, organisierte ein „Aktionsausschuss Nie-wieder-Krieg“ große Veranstaltungen in verschiedenen deutschen Städten, vor allem in Berlin. Für die Bewegung gab Ossietzky außerdem ein eigenes Mitteilungsorgan heraus.
Die pazifistische und journalistische Arbeit, welche Publikationen in zahlreichen Medien umfasste, reichte Ossietzky offenbar nicht aus, um die Ideen von Demokratie und Republik fester in der deutschen Bevölkerung zu verankern. Im März 1924 gründete er daher gemeinsam mit dem Volkszeitungs-Redakteur Karl Vetter die Republikanische Partei (RPD). Ossietzky formulierte das Parteiprogramm, das von den Idealen der Märzrevolution von 1848 und der Novemberrevolution von 1918 getragen war. Es sah eine Stärkung des Staates gegenüber der Privatwirtschaft zum Zwecke des Gemeinwohls vor und enthielt vorsichtige Forderungen nach einer Sozialisierung der Industrie. Ebenfalls trat die RPD dafür ein, volksnahe Einrichtungen der Selbstverwaltung zu bilden. Auch die Forderung nach einer deutschen „Einheitsrepublik“ zur Einigung aller Menschen „deutscher Zunge“ und Kultur klang an.
Mit dem vagen Konzept eines demokratischen Staatssozialismus unterschied sich die Partei sowohl von der SPD als auch von der KPD. Diese Position sollte Ossietzky bis zum Ende der Weimarer Republik nicht mehr aufgeben, womit er auf Distanz zu den beiden großen Parteien der Arbeiterbewegung blieb. Kritiker und selbst Freunde wie Hellmut von Gerlach warfen der Partei vor allem vor, lediglich zur Zersplitterung der demokratischen und republikanischen Kräfte beizutragen. Da die Partei in der Reichstagswahl vom Mai 1924 nur 0,17 Prozent der Stimmen und kein Mandat erhielt, wurde sie bald danach aufgelöst.
Nach seinem erfolglosen Ausflug in die Parteipolitik kehrte Ossietzky nicht mehr zur Volkszeitung zurück, sondern wurde Mitarbeiter und bald darauf Redakteur von Stefan Großmanns und Leopold Schwarzschilds Zeitschrift Das Tage-Buch. Außerdem wurde er verantwortlicher Politikredakteur bei der Berliner Wochenzeitung M. M. Der Montag Morgen, die ebenfalls von Großmann und Schwarzschild herausgegeben wurde. Die Zusammenarbeit mit den renommierten Journalisten währte nicht lange, da beide nach Auffassung Ossietzkys nicht scharf genug das Militär angriffen und über wichtige Themen am liebsten selber schrieben. Daher war er schon im Februar 1925 fest entschlossen, vom Tage-Buch zur Weltbühne zu wechseln. Ein gegen ihn gestellter Strafantrag bewog ihn dazu, die Kündigung aufzuschieben, ehe er 1926 den entscheidenden Schritt seiner Karriere wagte.

### Herausgeber derWeltbühne
Auf Anregung Tucholskys hatte sich Siegfried Jacobsohn, Herausgeber der Berliner Wochenzeitschrift Die Weltbühne, von Sommer 1924 an um die Mitarbeit Ossietzkys bemüht. Es sollte noch bis zum April 1926 dauern, bis zum ersten Mal ein politischer Leitartikel von ihm in dem Blatt erschien. Nach Jacobsohns Tod ernannte die Witwe Edith Jacobsohn — nach einem kurzen Interregnum Kurt Tucholskys — Ossietzky zum Herausgeber und Chefredakteur der Weltbühne.

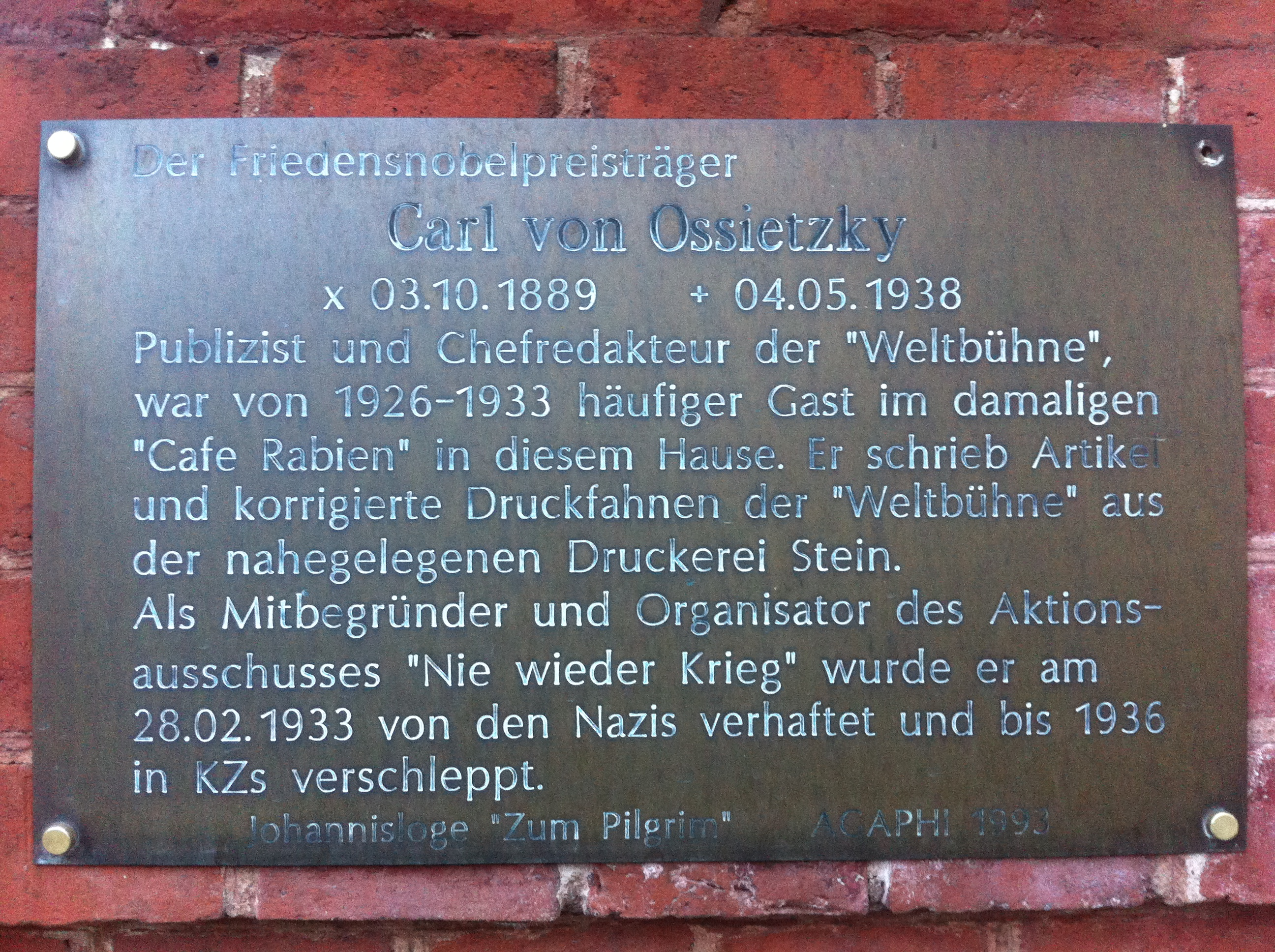
Gedenktafel an der Hauswand Friedrich-Ebert-Straße 29 in Potsdam, Café Heider am Holländischen Viertel.

Unter Leitung Ossietzkys behielt die Weltbühne ihre Bedeutung als undogmatisches Forum der radikaldemokratischen, bürgerlichen Linken bei. Dass sich Ossietzky in dieser Funktion großes Renommee erwarb, zeigt auch die Tatsache, dass er nach dem Berliner Blutmai im Mai 1929 den Vorsitz des Ausschusses übernahm, der die Hintergründe für den gewalttätigen Polizeieinsatz klären sollte. Trotzdem war Ossietzky für die Kommunisten „verachtetes und bekämpftes Symbol“ der bürgerlichen Opposition. Die Sozialdemokraten griffen ihn an und belächelten ihn als „Idealisten“. Die Liberalen sahen ihn als „Republikzerstörer“.

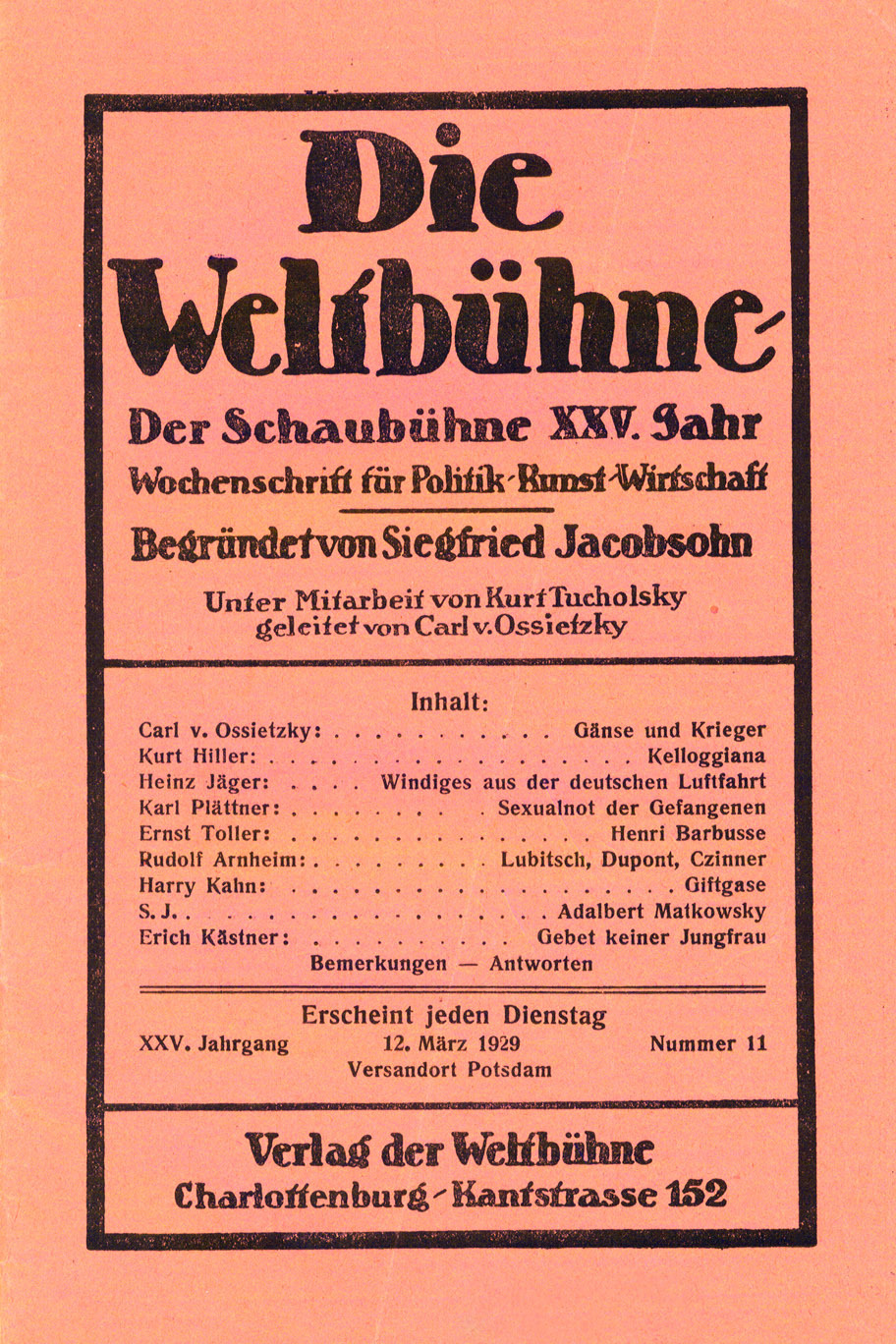
Umschlag der inkriminierten Weltbühne vom 12. März 1929

In den Blickpunkt der internationalen Öffentlichkeit geriet Ossietzky schließlich durch Anklage gegen ihn im so genannten Weltbühne-Prozess. Der Artikel Windiges aus der deutschen Luftfahrt von Walter Kreiser aus dem Jahr 1929, der zu der Anklage geführt hatte, hatte die in internationalen Verträgen verbotene, heimliche Aufstellung von Luftstreitkräften der Reichswehr aufgedeckt. Ende 1931 wurden Ossietzky und der Flugzeugexperte schließlich wegen Verrats militärischer Geheimnisse zu 18 Monaten Gefängnis verurteilt. Im Jahr 2017 wurde diskutiert, ob es sich bei Ossietzky um einen Whistleblower handelte. Anders als Kreiser lehnte es Ossietzky strikt ab, sich dem Gefängnisaufenthalt durch Flucht ins Ausland zu entziehen. Stattdessen erklärte er, nachdem sein Gnadengesuch abgelehnt worden war und der Haftantritt kurz bevorstand:

„Über eines möchte ich keinen Irrtum aufkommen lassen, und das betone ich für alle Freunde und Gegner und besonders für jene, die in den nächsten achtzehn Monaten mein juristisches und physisches Wohlbefinden zu betreuen haben: – ich gehe nicht aus Gründen der Loyalität ins Gefängnis, sondern weil ich als Eingesperrter am unbequemsten bin. Ich beuge mich nicht der in roten Sammet gehüllten Majestät des Reichsgerichts, sondern bleibe als Insasse einer preußischen Strafanstalt eine lebendige Demonstration gegen ein höchstinstanzliches Urteil, das in der Sache politisch tendenziös erscheint und als juristische Arbeit reichlich windschief.“

Von dem Weltbühne-Mitarbeiter Walter Mehring ist die Episode überliefert, dass der spätere Reichskanzler Kurt von Schleicher persönlich in die Redaktion der Zeitschrift gekommen sei, um Ossietzky zur Ausreise in die Schweiz zu überreden. Ossietzky kommentierte diesen Versuch mit den Worten: „Jetzt sollen die Herren, die mir die Gefängnissuppe eingebrockt haben, sie auch selber auslöffeln.“
Einen Aufschrei der Empörung in der demokratischen und sozialdemokratischen Presse rief Ossietzky hervor, als er vor der Reichspräsidentenwahl im März/April 1932 empfahl, für den kommunistischen Kandidaten Ernst Thälmann zu stimmen. Noch im Januar 1932 hatte er der KPD vorgeworfen, mit der Aufstellung Thälmanns „in der allerunmöglichsten Weise reagiert“ und einen gemeinsamen linken Kandidaten verhindert zu haben. Aus Kreisen um die Weltbühne war zuvor der Vorschlag gekommen, Heinrich Mann als Kandidaten gegen Hitler und Hindenburg aufzustellen, doch die KPD hatte an ihrem Vorsitzenden festgehalten. Bei seiner Empfehlung vor dem ersten Wahlgang räumte Ossietzky außerdem ein, dass die Stimme für Thälmann „kein Vertrauensvotum für die Kommunistische Partei“ bedeute. In seinen Augen siegte mit Amtsinhaber Paul von Hindenburg kein Programm, sondern ein

„historischer Name, der, realpolitisch betrachtet, jedoch nur ein Zéro darstellt, vor das erst eine konkrete Größe zu setzen ist. Wer diese Zahl setzen darf, der wird am Ende der wirkliche Sieger sein.“

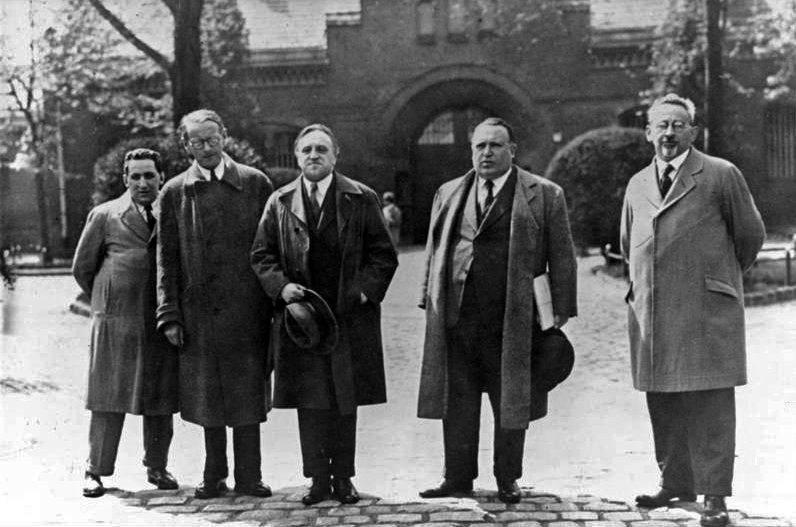
Vor der Strafanstalt in Berlin-Tegel. V. l. n. r.: Kurt Grossmann, Rudolf Olden, beide Deutsche Liga für Menschenrechte; Carl von Ossietzky, Alfred Apfel, Rechtsanwalt; Kurt Rosenfeld

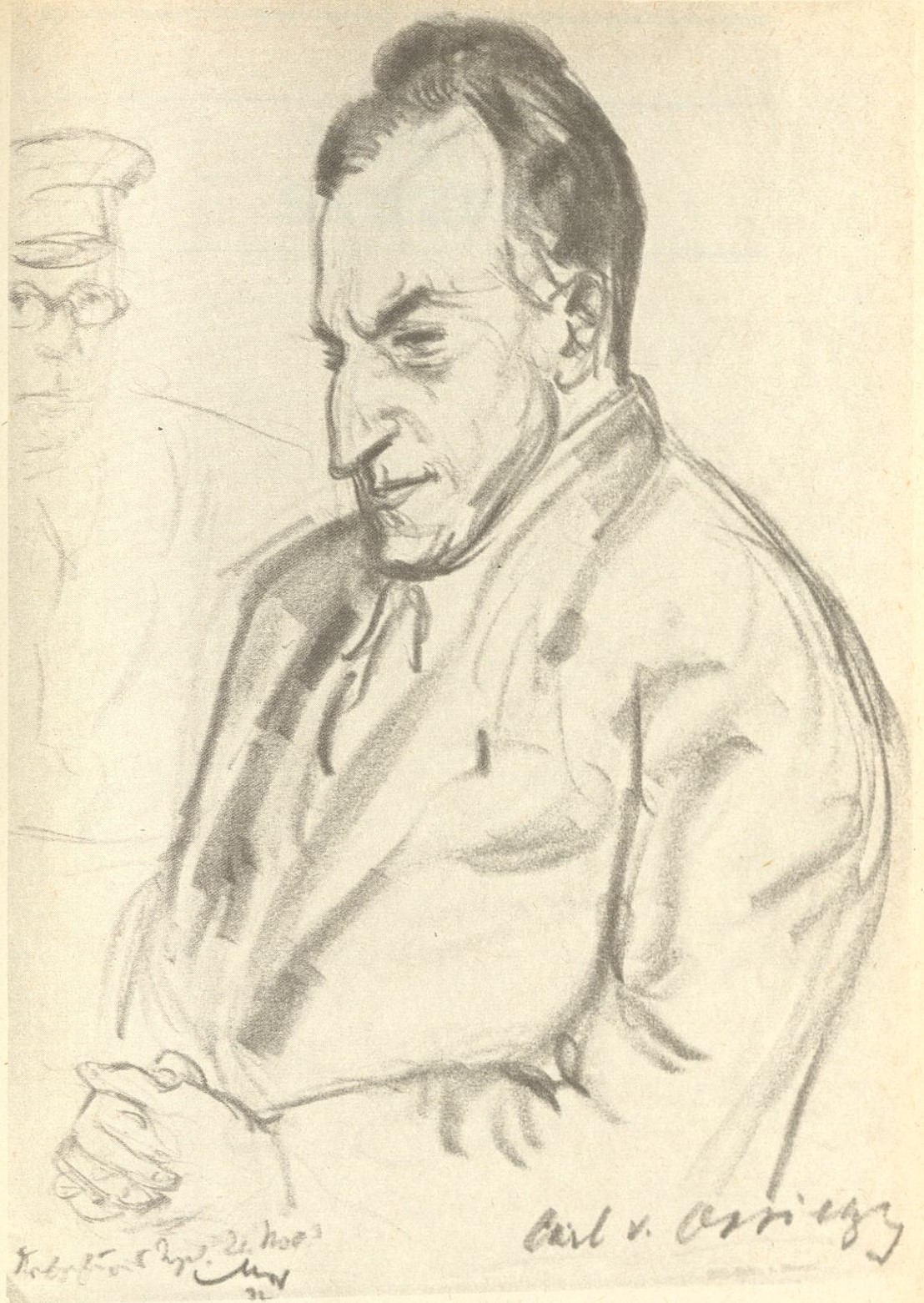
Emil Stumpp: Bei Carl v. Ossietzky im Gefängnis, 1932

Bei seiner Ablehnung der „politischen Null“ Hindenburg nahm Ossietzky keine Rücksicht darauf, dass dieser zum gleichen Zeitpunkt über sein Gnadengesuch im Weltbühne-Prozess zu entscheiden hatte. Da das Gesuch Ende März 1932 abgelehnt wurde, trat Ossietzky am 10. Mai 1932 seine Haftstrafe im Gefängnis Berlin-Tegel an. Zahlreiche Freunde und politische Weggefährten ließen es sich nicht nehmen, Ossietzky bis an das Tor der Haftanstalt zu begleiten. Befürchtungen, dass Ossietzky in der Haft durch Vergeltungsschikanen der Staatsmacht zu Schaden kommen könnte, bewahrheiteten sich nicht. Alfred Polgar rechnete es insbesondere der fürsorglichen Haltung des Strafanstaltsdirektors Felix Brucks gegenüber seinen Gefangenen an, dass seine bei Ossietzkys Haftantritt in der Weltbühne ausgesprochene Hoffnung, dass ihm „nicht mehr Unbill widerfahren [werde,] als schon in der Tatsache, Strafgefangener zu sein, einbegriffen ist“ sich bestätigte. Ossietzky plante, während der Haft ein historisches Werk zu verfassen, das im Williams & Co. Verlag erscheinen sollte. Ob es sich um ein Buch über die deutsche Geschichte seit dem Siebenjährigen Krieg oder eine Abhandlung über Martin Luther, dem Ossietzkys großes Interesse galt, handeln sollte, ist umstritten.
Wegen des berühmt gewordenen Tucholsky-Satzes „Soldaten sind Mörder“ klagte man von Ossietzky ebenfalls an. Ein Gericht wertete im Juli 1932 diesen Satz jedoch nicht als Verunglimpfung der Reichswehr und sprach den bereits Inhaftierten von der neuen Anklage frei. Aufgrund einer Weihnachtsamnestie für politische Häftlinge wurde Ossietzky am 22. Dezember 1932 nach 227 Tagen Haft vorzeitig entlassen.

### Folter und KZ-Haft

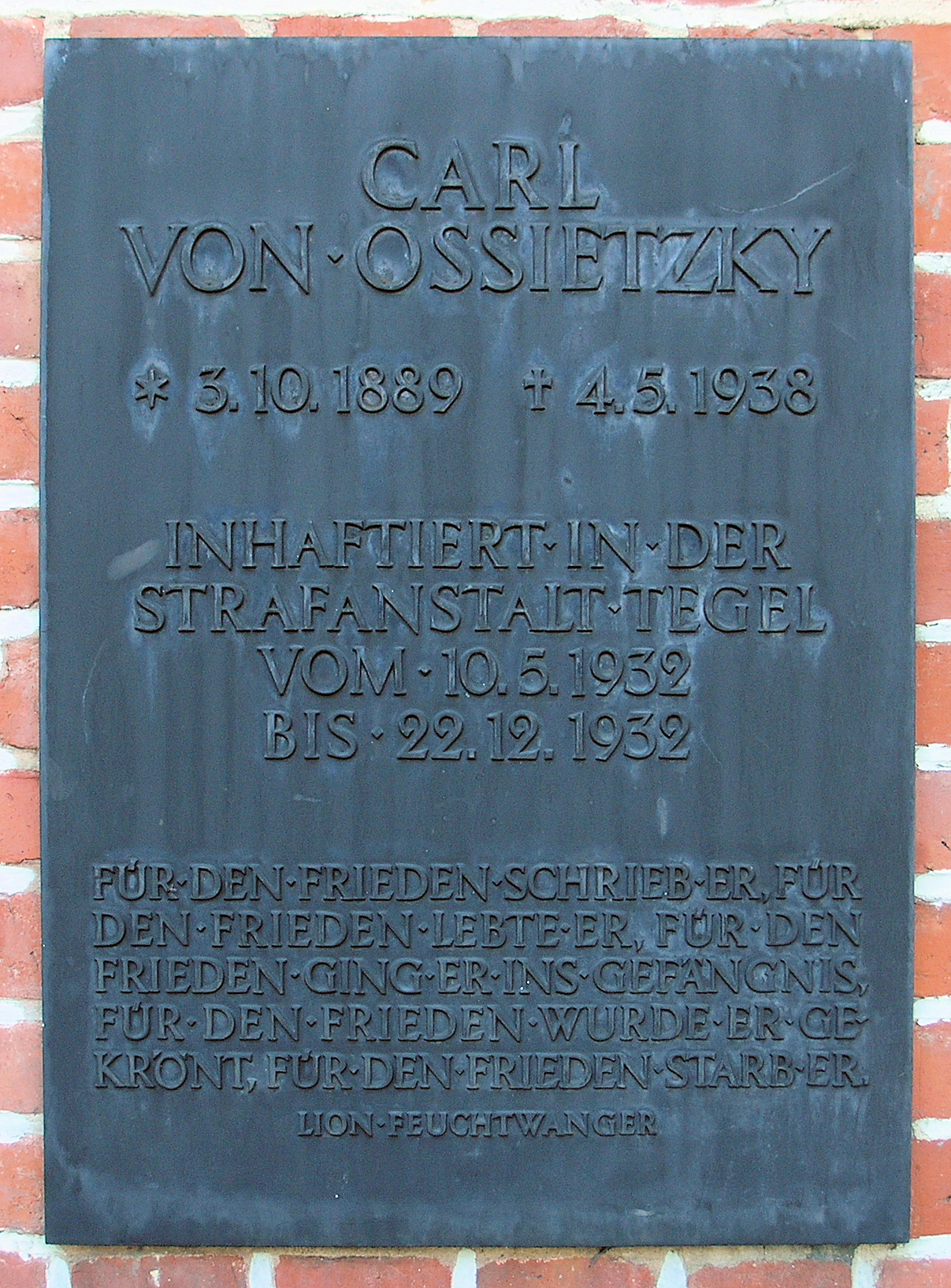
Gedenktafel an der Justizvollzugsanstalt Tegel, Seidelstraße 39, in Berlin-Tegel

Als engagierter Pazifist und Demokrat wurde er am 28. Februar 1933 auf Betreiben von Nationalsozialisten  erneut verhaftet und im Gefängnis Berlin-Spandau interniert. Bis zuletzt hatte Ossietzky gehofft, dass sich eine Einheitsfront aus Sozialdemokraten und Kommunisten der drohenden NS-Diktatur entgegenstellen könnte. Er glaubte, dass die NSDAP nach einer Regierungsübernahme an ihren inneren Widersprüchen zerbrechen würde. Auch hinderten private Gründe ihn daran, sich der zu erwartenden Verhaftung durch eine Flucht ins Ausland zu entziehen (siehe unten).
Bei den Bücherverbrennungen durch Studenten in Berlin und zahlreichen anderen deutschen Städten am 10. Mai 1933 wurde gegen Ossietzky und Tucholsky gehetzt: „Gegen Frechheit und Anmaßung, für Achtung und Ehrfurcht vor dem unsterblichen deutschen Volksgeist! Verschlinge, Flamme, auch die Schriften von Tucholsky und Ossietzky!“.

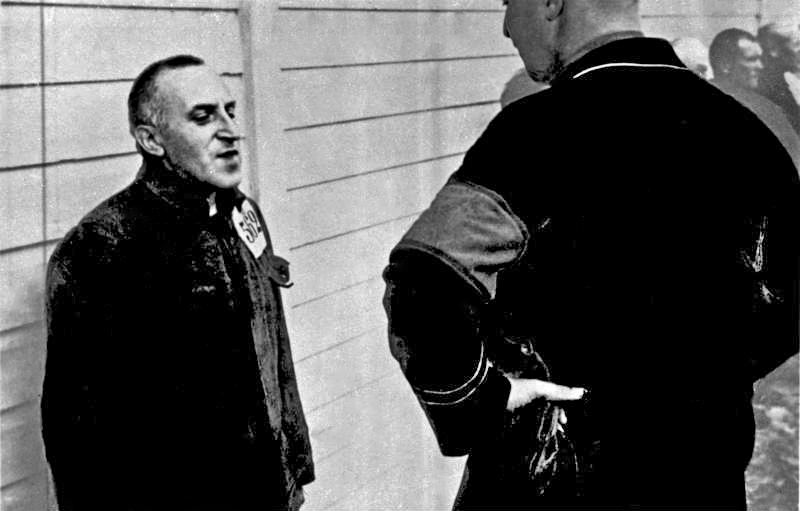
Ossietzky im Konzentrationslager Esterwegen (1934)

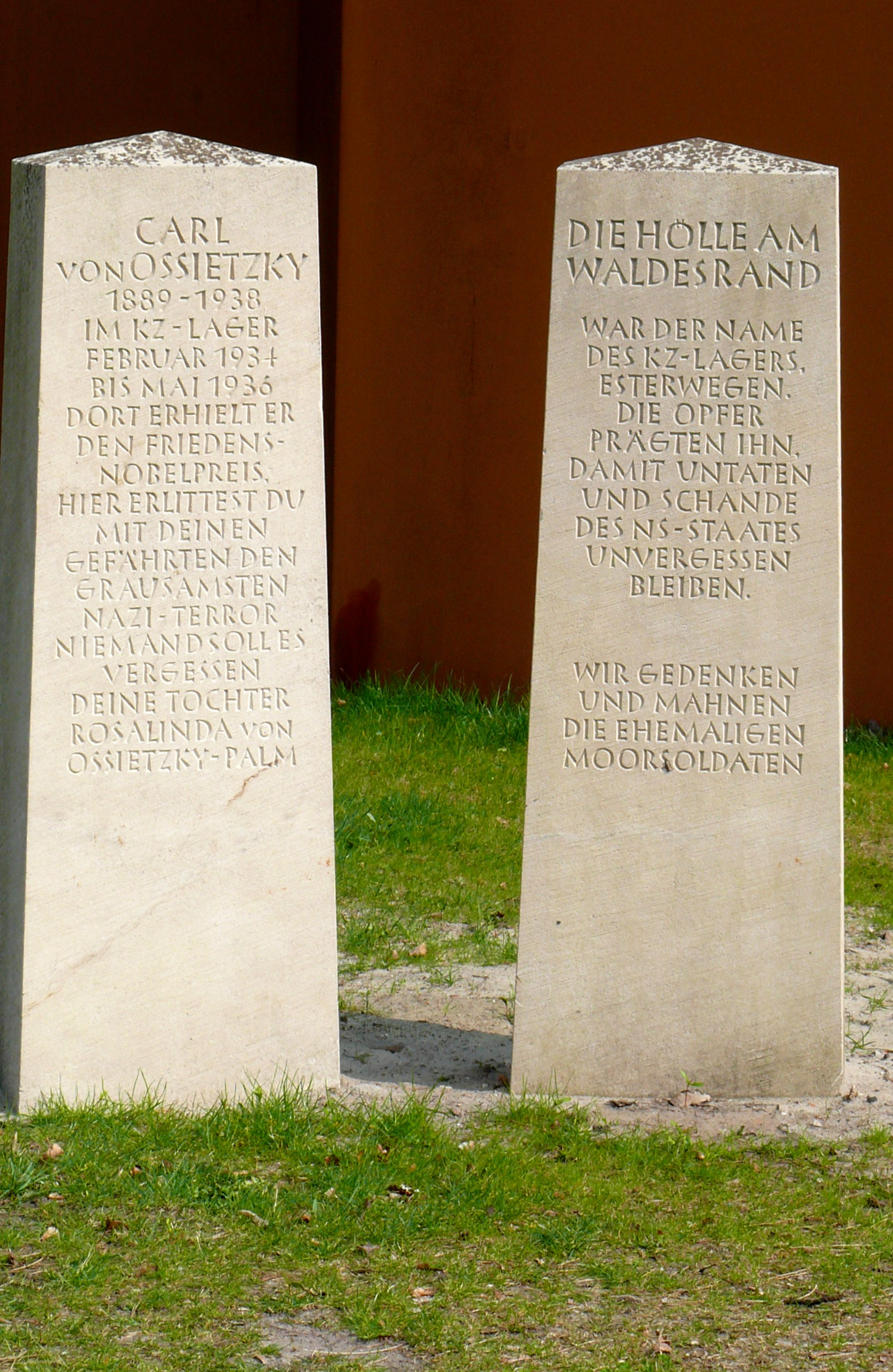
Gedenkstein am Haupttor in der Gedenkstätte Esterwegen

Von Spandau aus wurde Ossietzky am 6. April 1933 in das neu errichtete Konzentrationslager Sonnenburg bei Küstrin verschleppt. Dort wurde er ebenso wie die anderen Häftlinge schwer misshandelt. Die Zustände in dem anfänglich von der SA geführten Lager führten schließlich dazu, dass die SS unter Heinrich Himmler im Frühjahr 1934 das Lagersystem „professionalisierte“. Ossietzky wurde mit weiteren bekannten Häftlingen von Sonnenburg in das KZ Esterwegen im nördlichen Emsland verlegt. Dort wurden die Gefangenen unter unerträglichen Bedingungen bei der Trockenlegung der emsländischen Hochmoore eingesetzt. Ende 1934 wurde der völlig abgemagerte Ossietzky in das Krankenrevier verlegt. Dem Bericht eines Mithäftlings zufolge sollte Ossietzky im Krankenlager durch Spritzen ermordet werden. Ob Ossietzky, wie der Häftling behauptet, tatsächlich Tuberkulose-Bazillen injiziert wurden, ist nicht zweifelsfrei erwiesen. Im Herbst 1935 besuchte der Schweizer Diplomat Carl Jacob Burckhardt als Mitglied des Internationalen Komitees vom Roten Kreuz das KZ Esterwegen. Dabei gelang es ihm, auch Ossietzky zu treffen, den er anschließend als ein „zitterndes, totenblasses Etwas, ein Wesen, das gefühllos zu sein schien, ein Auge verschwollen, die Zähne anscheinend eingeschlagen“ beschrieb. Ossietzky sagte zu Burckhardt:

„Danke, sagen Sie den Freunden, ich sei am Ende, es ist bald vorüber, bald aus, das ist gut. […] Danke, ich habe einmal Nachricht erhalten, meine Frau war einmal hier; ich wollte den Frieden.“

Carl Jacob Burckhardts Ausführungen werden heute teilweise angezweifelt; manche bezweifeln die Authentizität des Zitates und die Schilderungen in seinem Buch zu Ossietzky.
Aufgrund der im folgenden Absatz geschilderten öffentlichen Aufrufe wurde Ossietzky schließlich im Mai 1936 in das Berliner Staatskrankenhaus der Polizei überführt, wo eine schwere offene Lungentuberkulose fortgeschrittenen Zustands diagnostiziert wurde.

### Nobelpreiskampagne
Bereits 1934 stellten Ossietzkys Freunde Berthold Jacob in Straßburg und Kurt Grossmann in Prag im Namen der Deutschen Liga für Menschenrechte (deren Vorstand er von 1926 bis 1927 angehört hatte) den ersten offiziellen Antrag zur Ehrung Ossietzkys mit dem Friedensnobelpreis. Doch dieser Versuch war zum Scheitern verurteilt, weil die Antragsfrist für das Jahr 1934 bereits abgelaufen und die Menschenrechts-Liga nicht vorschlagsberechtigt war. Da Jacob aber die Presse über den Vorschlag informiert hatte, war von diesem Zeitpunkt an die Aufmerksamkeit auf den KZ-Häftling Ossietzky gerichtet.

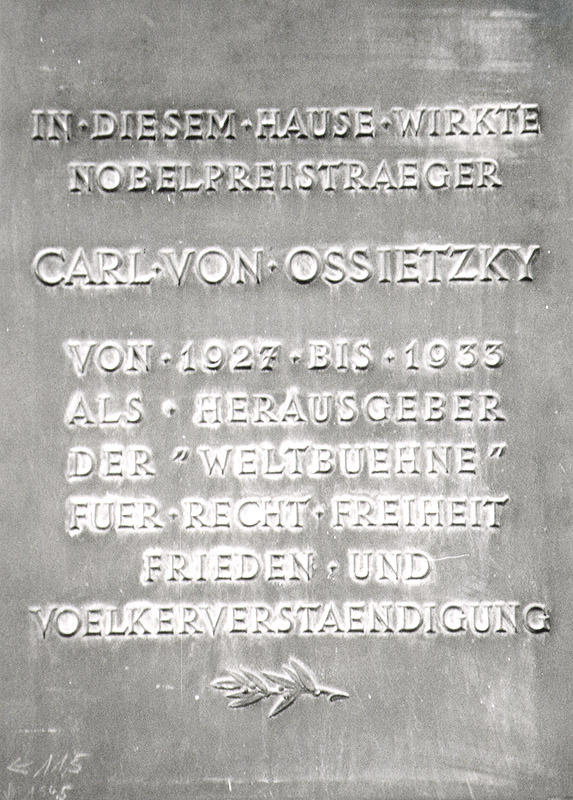
Gedenktafel für Ossietzky in der Kantstr. 152, Berlin

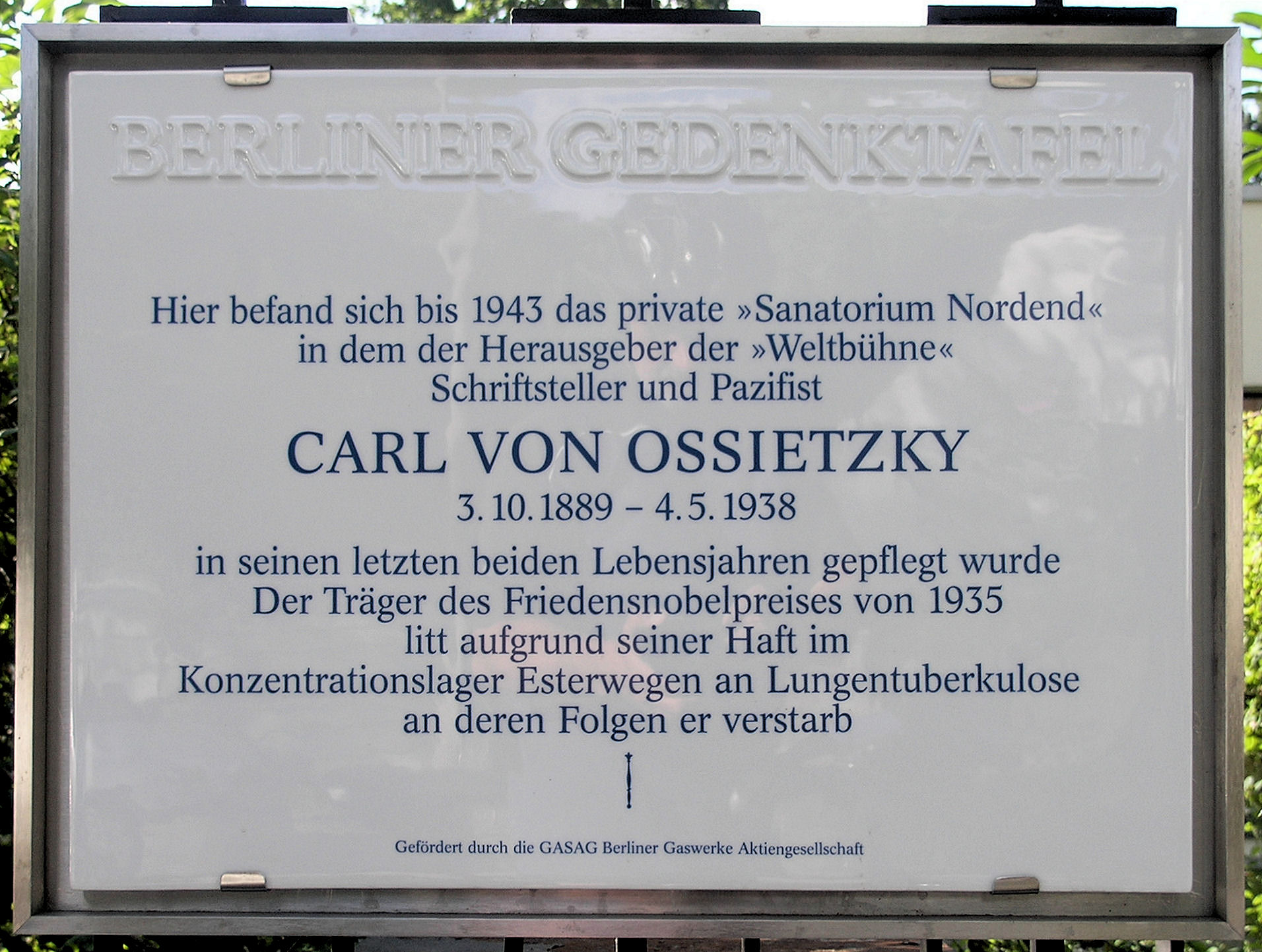
Gedenktafel am Haus Mittelstraße 6, in Berlin-Rosenthal

Andere Freunde Ossietzkys, wie Hellmut von Gerlach und die früheren Mitarbeiterinnen Hilde Walter, Milly Zirker und Hedwig Hünecke versuchten den Inhaftierten auf eher verborgene Art und Weise zu unterstützen. Sie förderten 1935 die erneute Kampagne, indem sie bei zahlreichen ausländischen Prominenten um die Unterstützung des Vorschlags warben. Sie fürchteten, dass eine zu offensiv vorgetragene Kampagne der deutschen Exilanten dem Inhaftierten eher schaden könnte. Daher hielt sich auch Kurt Tucholsky mit öffentlichen Äußerungen in dieser Frage zurück, wiewohl er seinen Einfluss durch persönliche Briefe geltend zu machen versuchte. Trotz der Mobilisierung der internationalen Öffentlichkeit scheute sich das Nobelpreiskomitee im Jahre 1935, den Preis an Ossietzky zu vergeben. Denn die nationalsozialistische Regierung hatte starken außenpolitischen Druck auf die norwegische Regierung ausgeübt. Daraufhin wurde der Preis für 1935 keinem anderen Kandidaten verliehen.
Die Kampagne ging im Jahre 1936 unvermindert weiter, was schließlich dazu führte, dass Ossietzky kurz vor den Olympischen Spielen 1936 schwerkrank aus dem KZ entlassen und in das Staatskrankenhaus in Berlin verlegt wurde. Am 7. November 1936 wurde er offiziell aus der Haft entlassen und bezog zunächst ein Zimmer im Krankenhaus Westend, unter ständiger Bewachung der Gestapo. Trotz dieser Zugeständnisse hatte die internationale Kampagne, die in Norwegen von dem deutschen Emigranten Willy Brandt organisiert wurde, ihr Ziel inzwischen erreicht. Am 23. November 1936 wurde Carl von Ossietzky rückwirkend der Friedensnobelpreis des Jahres 1935 zugesprochen.
Der damalige preußische Ministerpräsident Hermann Göring drängte Ossietzky persönlich dazu, den Preis nicht anzunehmen. Doch vergeblich, Ossietzkys Antwort lautete:

„Nach längerer Überlegung bin ich zu dem Entschluß gekommen, den mir zugefallenen Friedensnobelpreis anzunehmen. Die mir von dem Vertreter der Geheimen Staatspolizei vorgetragene Anschauung, daß ich mich damit aus der deutschen Volksgemeinschaft ausschließe, vermag ich nicht zu teilen. Der Nobelpreis für den Frieden ist kein Zeichen des innern politischen Kampfes, sondern der Verständigung zwischen den Völkern.“

Die Gestapo lehnte es ab, Ossietzky zur Entgegennahme des Preises nach Oslo reisen zu lassen. Adolf Hitler verfügte anschließend, dass in Zukunft kein Reichsdeutscher mehr einen Nobelpreis annehmen dürfe. Stattdessen wurde von 1937 an der Deutsche Nationalpreis für Kunst und Wissenschaft vergeben.

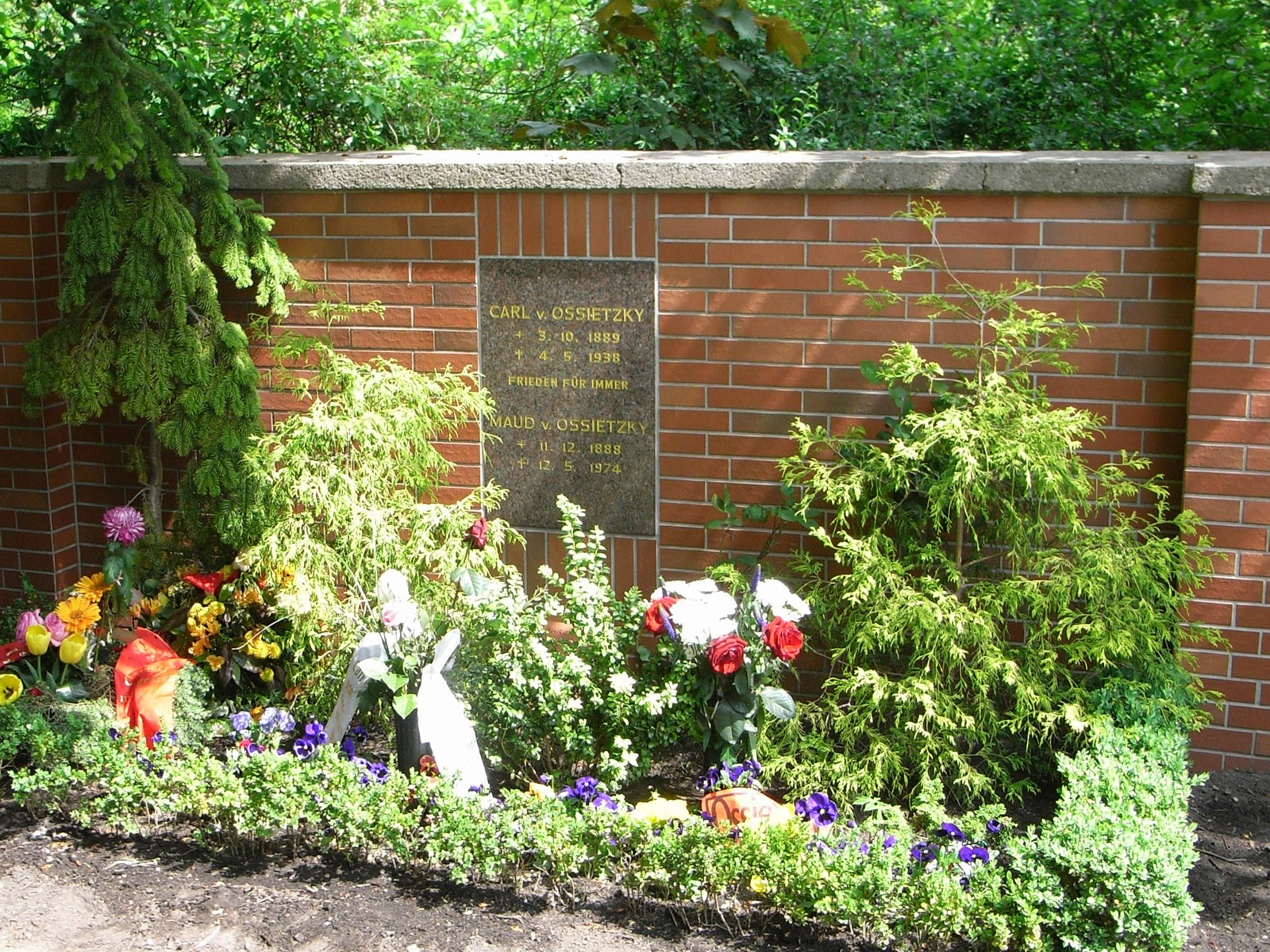
Grab Carl von Ossietzkys

Wenige Tage nach der Verleihung des Nobelpreises wurde Ossietzky in das Krankenhaus Nordend (Berlin-Niederschönhausen) verlegt, wo er sich unter polizeilicher Bewachung in einer speziellen TBC-Abteilung aufhalten konnte. Eine tragische Rolle spielte seine Frau Maud von Ossietzky bei dem Versuch, das mit der Verleihung des Friedensnobelpreises verbundene Preisgeld sinnvoll anzulegen. Sie fiel dabei auf den Rechtsanwalt Kurt Wannow herein, der ihr versicherte, die Preissumme in Höhe von knapp 100.000 Reichsmark zu verwalten. Doch Wannow veruntreute das Geld, so dass es schließlich zum Prozess kam.

### Tod
Am 4. Mai 1938 starb Ossietzky unter Polizeibewachung im Krankenhaus Nordend an den Folgen der schweren Misshandlungen durch die SS und der Tuberkulose, die er sich in den Konzentrationslagern zugezogen hatte. Er hinterließ seine Frau Maud und seine Tochter Rosalinde, die über England nach Schweden emigrieren konnten.
Ossietzkys Grab wie auch das seiner Frau Maud befinden sich auf dem Friedhof Pankow IV am Herthaplatz in Berlin-Niederschönhausen. Es ist ein Ehrengrab der Stadt Berlin.

## Einzelaspekte und Rezeption

### Herausragender Stilist
Ossietzky wurde von seinen Zeitgenossen als großartiger Stilist gewürdigt und verschiedentlich mit Heinrich Heine, Maximilian Harden oder sogar Voltaire verglichen.

„Sein bestes Porträt ist sein Stil. Sein klares und geschmeidiges Deutsch, das sicher sitzende Wort, der knappe und locker schwingende Rhythmus seiner Sätze, die geheime Ironie seiner Anspielungen, oft humorig überglänzt und der unerbittlich sitzende Florettstoß seines Angriffs […]“

Hervorzuheben ist auch, dass Ossietzky der einzige Mitarbeiter der Weltbühne war, dem Siegfried Jacobsohn erlaubte, seine Texte unbesehen an die Druckerei zu schicken. Diese Ehre wurde nicht einmal Tucholsky zuteil.

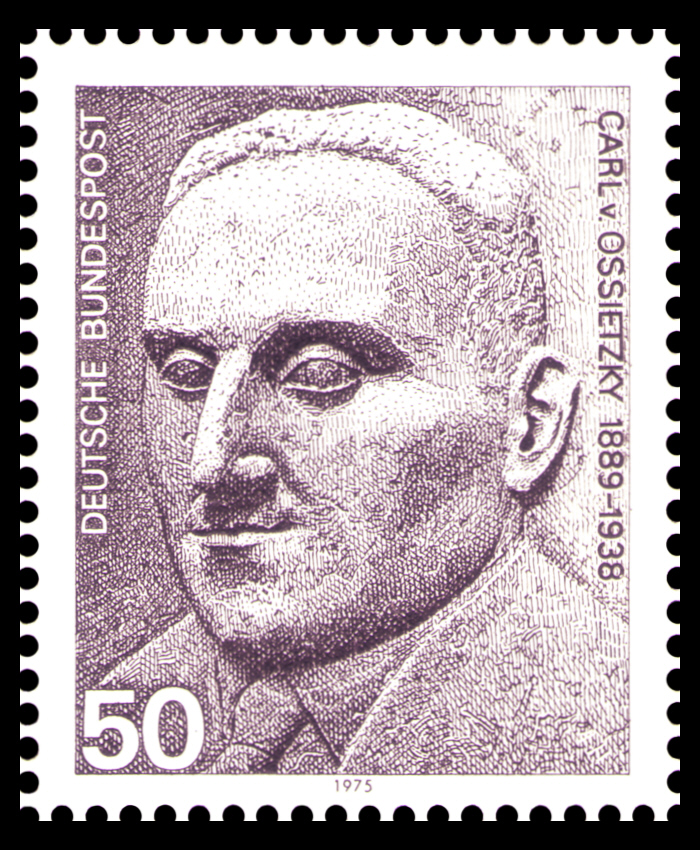
Carl von Ossietzky (bundesdeutsche Briefmarke, 1975)

Hinter dem offensiven und angriffsfreudigen Stil verbarg sich jedoch ein sehr zurückhaltender und schüchterner Mensch, wie von seinen Freunden und Mitarbeitern übereinstimmend berichtet wurde. Jacobsohn bezeichnete Ossietzky nach dem ersten Kennenlernen als einen der „größten Umstandskommissare, die mir je begegnet sind“, aber seine Sprache sei „nicht von Pappe“. Tucholsky charakterisierte ihn nach dessen Verhaftung durch die Nationalsozialisten:

„Dieser ausgezeichnete Stilist, dieser in der Zivilcourage unübertroffene Mann, hat eine merkwürdig lethargische Art, die ich nicht verstanden habe, und die ihn wohl auch vielen Leuten, die ihn bewundern, entfremdet. Es ist sehr schade um ihn. Denn dieses Opfer ist völlig sinnlos.“

Sein Mitarbeiter Rudolf Arnheim bezeichnete Ossietzky in seiner stillen und bescheidenen Art dagegen als den einzigen wirklichen Helden, den er je gekannt habe. Er schilderte Ossietzkys Auftreten wie folgt:

„Zurückhaltend und schweigsam, die Zigarette in der leise zitternden Hand, die Augen niedergeschlagen, wirkte er wie ein feinsinniger Aristokrat, den Besuchern nicht leicht zugänglich, den Freunden und Mitarbeitern aber ein warmherziger Kamerad, ein selbstloser Helfer […]“

### Umstrittener Redakteur
Über Ossietzkys Leistungen als Redakteur schieden sich zu seinen Lebzeiten die Geister. Vor allem die Zusammenarbeit zwischen Tucholsky und Ossietzky verlief nicht ohne Spannungen, da Ossietzky vom Typus her ein völlig anderer Redakteur als Tucholskys Mentor Jacobsohn war. Aus den Briefen Tucholskys an seine Frau Mary Gerold geht hervor, dass dieser in den Jahren 1927 und 1928 alles andere als zufrieden über die Arbeitsweise seines Nachfolgers „Oss“ war. Typische Briefpassagen lauteten: „Oss antwortet überhaupt nicht – geht auf nichts ein – und zwar sicherlich nicht aus Gemeinheit, sondern aus Faulheit“ (14. August 1927); „Oss ganz weit weg. Ich habe den lebhaften Eindruck, zu stören. Er mag mich nicht u. ich ihn nicht mehr. Behandelt mich um die entscheidende Nuance zu wenig respektvoll. Kriegt auf den Kopf“ (20. Januar 1928); „Oss ist ein aussichtsloser Fall – er weiß nicht einmal, wie langweilig er alles macht. Er ist faul und unfähig.“ (25. September 1929) Erst in den kommenden Jahren sollten sich die beiden Journalisten inhaltlich und persönlich näherkommen, so dass Tucholsky im Mai 1932 schließlich einräumte, Ossietzky habe dem Blatt einen „gewaltigen Auftrieb“ gegeben.
Nach Ansicht des Weltbühne-Mitarbeiters Kurt Hiller fehlte Ossietzky die „redaktorische Leidenschaft“ völlig, so dass sich das Blatt unter dessen Leitung gleichsam selbst redigiert habe. Hiller wird jedoch nachgesagt, dass er selbst Ambitionen auf die Herausgeberschaft der Weltbühne besessen und Ossietzky daher stets als lästigen Widersacher betrachtet habe, den er nicht auf seine eigene politische Linie bringen konnte.
Ossietzkys engere Mitarbeiter, meist junge Nachwuchsjournalisten wie Arnheim und Walther Karsch, bewunderten jedoch dessen kameradschaftliche Art. Nach Ansicht von Arnheim redigierte Ossietzky nicht aus Bequemlichkeit, sondern aus Respekt vor der Meinungsfreiheit wenig an den Beiträgen seiner bewährten Mitarbeiter.
Dass Ossietzky alles andere als faul gewesen sein muss, bekam auch seine Familie zu spüren. Tochter Rosalinde, die man zwischenzeitlich in ein Kinderheim in Lehnitz bei Berlin gegeben hatte, beklagte sich rückblickend: „Das Blatt nahm mir meinen Vater und machte meine Mutter krank“, womit die Alkoholsucht von Maud von Ossietzky gemeint war.

### Unfreiwilliger Märtyrer?
Die Forschung konnte bislang nicht zweifelsfrei klären, ob Ossietzky nach der Machtübernahme der Nationalsozialisten bewusst in Deutschland geblieben war, obschon er damit rechnen musste, verhaftet zu werden, oder ob er verhaftet wurde, weil die Nationalsozialisten mit seiner Verhaftung einer geplanten oder zumindest beabsichtigten Flucht Ossietzkys zuvorgekommen waren. Von Ossietzky selbst sind keine eindeutigen Stellungnahmen zu dieser Frage überliefert. Von engeren Freunden sind dazu teils einander widersprechende Aussagen überliefert. In Gesprächen mit Journalisten wie Béla Balázs und Franz Leschnitzer soll sich Ossietzky unbeugsam gegeben und mit Blick auf seine Glaubwürdigkeit eine Flucht abgelehnt haben. Sein Mitarbeiter Rudolf Arnheim erklärte dagegen, dass Ossietzky grundsätzlich zur Flucht bereit gewesen sei und nur noch das Ergebnis der Reichstagswahl vom 5. März 1933 habe abwarten wollen. Ebenfalls soll er die Sekretärin der Weltbühne nicht daran gehindert haben, eine Auslandsfahrkarte zu bestellen. Durch Warnungen befreundeter Beamter, wie Robert Kempner, wusste Ossietzky, dass die Nationalsozialisten Verhaftungslisten vorbereitet hatten, die seinen Namen enthielten.
Eine weitere Vermutung zu Ossietzkys zögerlicher Haltung stellt die Alkoholkrankheit seiner Frau Maud von Ossietzky dar. Da die Familie keine finanziellen Rücklagen besaß und sich Anfang 1933 sogar verschuldet hatte, um erstmals eine eigene Wohnung einrichten zu können, wäre sie auf die Einnahmen Ossietzkys dringend angewiesen. Vom Ausland her wäre es ihm vermutlich unmöglich gewesen, für die Versorgung seiner Familie aufzukommen. Gegen diese Theorie spricht, dass Maud von Ossietzky in den Jahren vor der Anstellung ihres Mannes bei der „Weltbühne“ beinahe eigenständig für den Familienunterhalt aufkam, indem sie Englischunterricht gab. Darüber hinaus konnte sie als britische Staatsbürgerin auch noch 1935 ihre Familie in England besuchen. Ihren autobiographischen Aufzeichnungen nach drängte sie ihren Mann sogar zur Ausreise.
Ausschlaggebend für die Verhaftung war ebenfalls sein Verhalten am 27. Februar 1933, dem Abend des Reichstagsbrandes. An diesem Abend hielt sich Ossietzky mit einigen Freunden wie Hellmut von Gerlach, Hilde Walter und Milly Zirker in der Wohnung der Journalistin und Architektin Gusti Hecht auf. Hecht wird in verschiedenen Briefen Walters als die Freundin Ossietzkys bezeichnet; die beiden hatten demnach, wenn man weitere Angaben hinzuzieht, ein Verhältnis miteinander.
Da die Runde vom Reichstagsbrand erfahren hatte, wurde Ossietzky dringend davon abgeraten, in dieser Nacht in seine Wohnung zurückzukehren. Dieser ignorierte jedoch den Rat und blieb nicht, wie schon häufiger zuvor, in der Wohnung seiner Freundin. Stattdessen verließ er sich darauf, dass an seiner Wohnungstür keine Namen stünden und die Polizei ihn deswegen nicht finden werde. Bei dieser Entscheidung wird ebenfalls die Sorge um seine Frau Maud angeführt, die jedoch nicht belegt werden kann. Am frühen Morgen des 28. Februar wurde er verhaftet. Anderen Mitarbeitern der Weltbühne, wie Hellmut von Gerlach, gelang dagegen die Flucht ins Ausland.
Ossietzky wurde von Exilanten schon bald zum Märtyrer stilisiert, der sich freiwillig in die Hände der Nationalsozialisten begeben habe:

„Georg Bernhard und Thomas Mann nannten Ossietzky den ‚Märtyrer der Friedensidee‘, Heinrich Mann sprach wiederholt vom ‚Dulder‘, Arnold Zweig griff das Märtyrer-Motiv in einem Beitrag für eine Werbeschrift zugunsten von Ossietzkys Nobelpreis-Kandidatur auf und Kurt Tucholsky sprach kritisch vom ‚Märtyrer ohne Wirkung‘.“

In diesem Zusammenhang wurde häufig die Erklärung herangezogen, die er 1932 vor seinem Haftantritt gegeben hatte:

„Der ausschließlich politische Publizist namentlich kann auf die Dauer nicht den Zusammenhang mit dem Ganzen entbehren, gegen das er kämpft, für das er kämpft, ohne in Exaltationen und Schiefheiten zu verfallen. Wenn man den verseuchten Geist eines Landes bekämpfen will, muß man dessen allgemeines Schicksal teilen.“

### Haltung zur Republik
Nach dem Ende des Zweiten Weltkrieges wurde Vertretern der radikalen Linken häufig der Vorwurf gemacht, mit ihren unversöhnlichen Angriffen auf Repräsentanten der Weimarer Republik zu deren Untergang beigetragen zu haben. Diese Vorwürfe galten auch Tucholsky und Ossietzky als Herausgeber der Weltbühne. So kritisierte Der Spiegel-Herausgeber Rudolf Augstein die überzogenen Ansprüche des Blattes an die Politiker:

„In ihrem gedanklichen und formalästhetischen Bereich waren die Protagonisten der ‚Weltbühne‘ Persönlichkeiten, dies zweifellos. Aber das verführte sie zu einer überzogenen Persönlichkeitssuche im politischen Raum, wo die Tatsachen bekanntlich nicht aus ätherischem Stoff sind. Ein regierender Sozialdemokrat hatte allemal den Vorzug, als Persönlichkeit glatt durchzufallen. Er hieß dann etwa ‚Füllfederhalterbesitzer Hermann Müller‘.“

Dieser Angriff zielte auf Ossietzky, der beispielsweise an dem sozialdemokratischen Finanzpolitiker Rudolf Hilferding bemängelt hatte, ihm fehle „der wehende Helmbusch“ und das, „was enthusiasmiert“. Augstein zählte daher die Weltbühne zu den Totengräbern der Weimarer Republik, allerdings mit der Einschränkung, wonach es in den seltensten Fällen die Totengräber seien, „die einen Leichnam zu Tode bringen. Vielmehr, sie tun den Leichnam, den bereits toten, unter die Erde.“
Zu einem ebenfalls heftigen Schlag gegen Ossietzky holte Anfang der 1980er Jahre der Historiker Hans-Ulrich Wehler aus. In einem Essay verglich er die Leistungen von Leopold Schwarzschilds Tage-Buch mit Ossietzkys Weltbühne und kam zu dem Schluss:

„Auch radikale publizistische Kritik muß jede Demokratie vertragen können. Aber die Verantwortungsethik demokratischer Journalisten darf sie die Grenze zur prinzipiellen Staatsfeindlichkeit nicht überschreiten lassen. Auf seine Art hat Carl v. Ossietzky mit der Weltbühne jedoch dazu beigetragen, die tief angeschlagene Republik noch weiter zu schwächen, ja durch seine von links aus geübte Kritik, ohne Pardon zu geben, aktiv zu diskreditieren. Von der linken Weltbühne ging, mochte v. Ossietzky auch glauben, stets für die Republik zu kämpfen, schließlich eine tendenziell destruierende Wirkung aus […]“

Dass Ossietzky gegen Ende der Weimarer Republik darauf gehofft hatte, eine Art Einheitsfront aus Sozialdemokraten und Kommunisten könne den Weg ins Dritte Reich blockieren, bezeichnete Wehler als „Gefühlsduseligkeit der Volksfrontromantik“ und erklärte diese mit einem „im strengen Freudschen Sinne gravierenden Realitätsverlust“.
Ebenfalls wird häufig angemerkt, dass Ossietzky die Gefährlichkeit des Nationalsozialismus unterschätzt habe. Kurz vor dem Wahlerfolg der Nazis vom 14. September 1930 analysierte er zum Beispiel in einer kommunistischen Zeitschrift:

„Die nationalsozialistische Bewegung hat eine geräuschvolle Gegenwart, aber gar keine Zukunft. Sie lebt von der Erregung plötzlich proletarisierter Schichten, welchen politischen und ökonomischen Kräften sie den Sturz aus bürgerlicher Geborgenheit in ein soziales Pariatum verdanken. Der Nationalsozialismus hat bisher nicht bewiesen, dass er die altorganisierte Arbeiterschaft und ihren jungen Nachwuchs zu erfassen vermag. […] Diese Bewegung hat keine Idee und kein Prinzip und deshalb wird sie nicht leben können.“

Gleichfalls scheint Ossietzky die Person Adolf Hitlers als durchsetzungsfähigen Politiker unterschätzt zu haben. In diesem Zusammenhang wird gerne ein Text vom Februar 1931 als Beleg herangezogen, in dem es heißt:

„Aber dieser deutsche Duce ist eine feige, verweichlichte Pyjamaexistenz, ein schnell feist gewordener Kleinbürgerrebell, der sichs wohlsein läßt und nur sehr langsam begreift, wenn ihn das Schicksal samt seinen Lorbeeren in beizenden Essig legt. Dieser Trommler haut nur in der Etappe aufs Kalbfell.“

Hinter dieser Einschätzung stand wohl die Überzeugung, dass es Hitler nicht gelingen könne, auf legalem Wege mit seiner Partei die Macht zu übernehmen. Stattdessen hätte er nach dem Wahlerfolg vom 14. September 1930 die Gunst der Stunde nutzen und mit seinen berauschten Anhängern die Macht ergreifen müssen. Ossietzky bezweifelte, dass die nationalsozialistische Bewegung, vor allem die SA, noch weitere Jahre in der Opposition verharren könne. Dennoch warnte er eindringlich vor dem „Elefantentritt des Fascismus“, unter dem das Land seiner Auffassung nach schon 1932 zitterte. Zur Entlassung von Franz Höllering, der als Chefredakteur der B.Z. am Mittag kritisch über Hitlers Luftflotte berichtet hatte, schrieb Ossietzky:

„[…] niemand, der nicht der Presse beruflich verbunden ist, kann die Tragweite des Falles Höllering beurteilen. […] Jeder Redakteur eines noch republikanischen bürgerlichen Blattes wird sich danach fragen, ob er es noch in Zukunft wird wagen dürfen, eine Nachricht zu bringen, die Hitler unangenehm ist und vielleicht sogar ein Stirnrunzeln hoher militärischer Stellen hervorruft. […] Das sind die unerhört weitreichenden Folgen des Falles Höllering, und deshalb ist das Verhalten des Hauses Ullstein mehr als ein Irrtum deroutierter Geschäftsleute. Es ist die skandalöseste Kapitulation vor dem Nationalsozialismus, die bisher zu verzeichnen war. Es ist ein Verbrechen an der deutschen Pressefreiheit, mitten in ihrer schwersten Krise.“

Als Kurt von Schleicher am 28. Januar 1933 seinen Rücktritt als Reichskanzler erklärte, reagierte Ossietzky mit erstaunlicher Gelassenheit, forderte aber energisch die Rückkehr zu einer parlamentarisch legitimierten Regierung:

„Schöner Konsum an Rettern. Wieder einer futsch. Wenn das autoritäre Regime so weiter wirtschaftet, dann wird es bald heißen: Jeder Deutsche einmal Reichskanzler! Eltern kinderreicher Familien, hier winkt noch eine Chance! […] Wird nicht sofort und bedingungslos der Weg zur Verfassung wieder angetreten – und dazu gehört auch der Rücktritt des Reichspräsidenten –, so wird die außerparlamentarische Regierungsweise mit außerparlamentarischen Abwehrmethoden von unten beantwortet werden. Denn es gibt auch ein Notrecht des Volkes gegen abenteuerliche experimentierende Obrigkeiten.“

Dieser Sarkasmus hatte seine Ursache darin, dass Ossietzky – ganz ähnlich wie auch sein Weltbühnen-Kollege Kurt Tucholsky – wenig Unterschied zwischen dem Präsidialregime und der zu erwartenden Regierungsbeteiligung der Nationalsozialisten sah. Er hatte wie viele Zeitgenossen offenbar nicht vorausgesehen, wie rasch deren schrankenlose Brutalität einsetzen würde. Noch am 14. Februar 1933 konstatierte er in der Weltbühne, es sei vor allem Vizekanzler Franz von Papen, in dem man bis auf weiteres überhaupt das Haupt der Regierung erblicken muss. Allerdings hatte Ossietzky nach seiner Verurteilung im Weltbühne-Prozess bereits festgehalten:

„Wenn im Dritten Reich erst einmal nach der Plattform von Boxheim regiert werden wird, dann werden Verräter wie Kreiser und ich ohne Aufhebens füsiliert. Wir sind noch nicht ins SA.-Paradies eingegangen, wir wahren noch das Dekorum des Rechtsverfahrens. […]

Wir stehen an einem schicksalshaften Wendepunkt. In absehbarer Zeit kann der offene Faschismus ans Ruder kommen. Dabei ist es ganz gleichgültig, ob er sich seinen Weg mit sozusagen legalen Mitteln freimacht oder mit solchen, wie sie der Henkersphantasie eines hessischen Gerichtsassessors entstiegen sind. Das Wahrscheinlichste dürfte eine Zusammenfassung von beiden Methoden sein: eine Regierung, die beide Augen zudrückt, während die Straße der Hooligan- und Halsabschneiderarmee der SA.-Kommandeure ausgeliefert bleibt, die jede Opposition als ‚Kommune‘ blutig unterdrücken. Noch ist die Möglichkeit der Zusammenfassung aller  anti-fascistischen Kräfte vorhanden. Noch! Republikaner, Sozialisten und Kommunisten, in den großen Parteien Organisierte und Versprengte – lange werdet ihr nicht mehr die Chance haben, eure Entschlüsse in Freiheit zu fassen und nicht vor der Spitze der Bajonette!“

### Wiederaufnahmeverfahren
In den 1980er Jahren wurde von deutschen Juristen, darunter Heinrich Hannover, versucht, eine Wiederaufnahme des Weltbühne-Prozesses zu erreichen. Damit sollte das Urteil von 1931 revidiert werden. Rosalinde von Ossietzky-Palm, einziges Kind des Friedensnobelpreisträgers Carl von Ossietzky, leitete als Antragsberechtigte am 1. März 1990 beim Berliner Kammergericht das Verfahren in die Wege. Als neue Beweismittel wurden die Gutachten zweier Sachverständiger vorgelegt, die zeigen sollten, dass die französische Armee bereits vor der Veröffentlichung des Textes über die rechtswidrigen Aktivitäten der Reichswehr informiert war. Außerdem hätten einige der beanstandeten „Geheimnisse“ nicht den Tatsachen entsprochen. Das Kammergericht erklärte eine Wiederaufnahme des Verfahrens als unzulässig. Die neuen Gutachten seien nicht als Tatsachen oder Beweismittel ausreichend, um von Ossietzky nach damaligem Recht freizusprechen.
Der 3. Strafsenat des Bundesgerichtshof lehnte anschließend eine Beschwerde gegen die Entscheidung des Kammergerichtes ab:

„Nach der Rechtsprechung des Reichsgerichtes schloß die Rechtswidrigkeit der geheim gehaltenen Vorgänge die Geheimniseigenschaft nicht aus. Jeder Staatsbürger schuldet nach Auffassung des Reichsgerichtes seinem Vaterland eine Treuepflicht des Inhalts, daß das Bestreben nach der Einhaltung der bestehenden Gesetze nur durch eine Inanspruchnahme der hierzu berufenen innerstaatlichen Organe und niemals durch eine Anzeige bei ausländischen Regierungen verwirklicht werden durfte.“

### Postume Ehrungen Ossietzkys

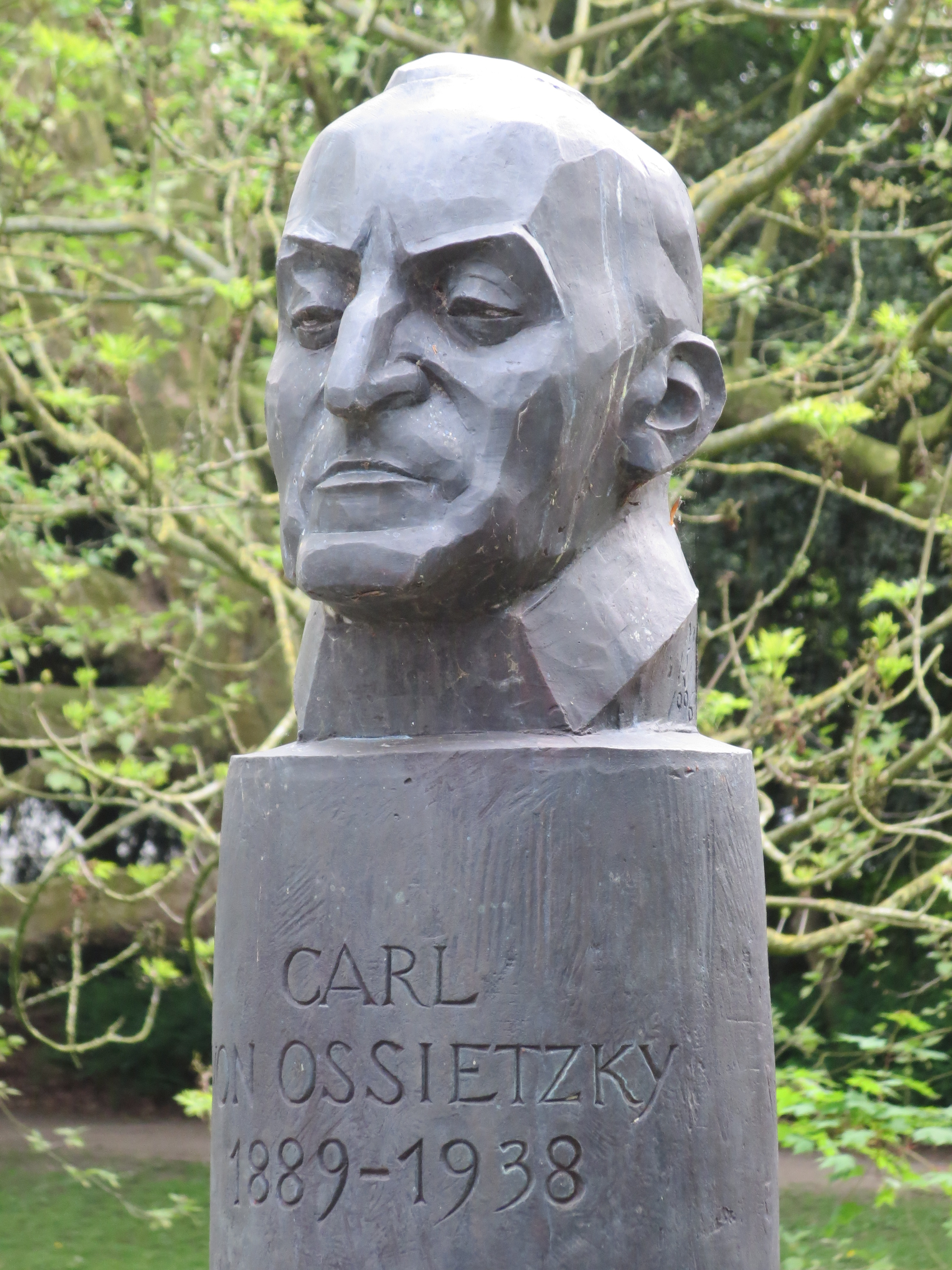
Carl-von-Ossietzky-Büste am Theaterwall in Oldenburg

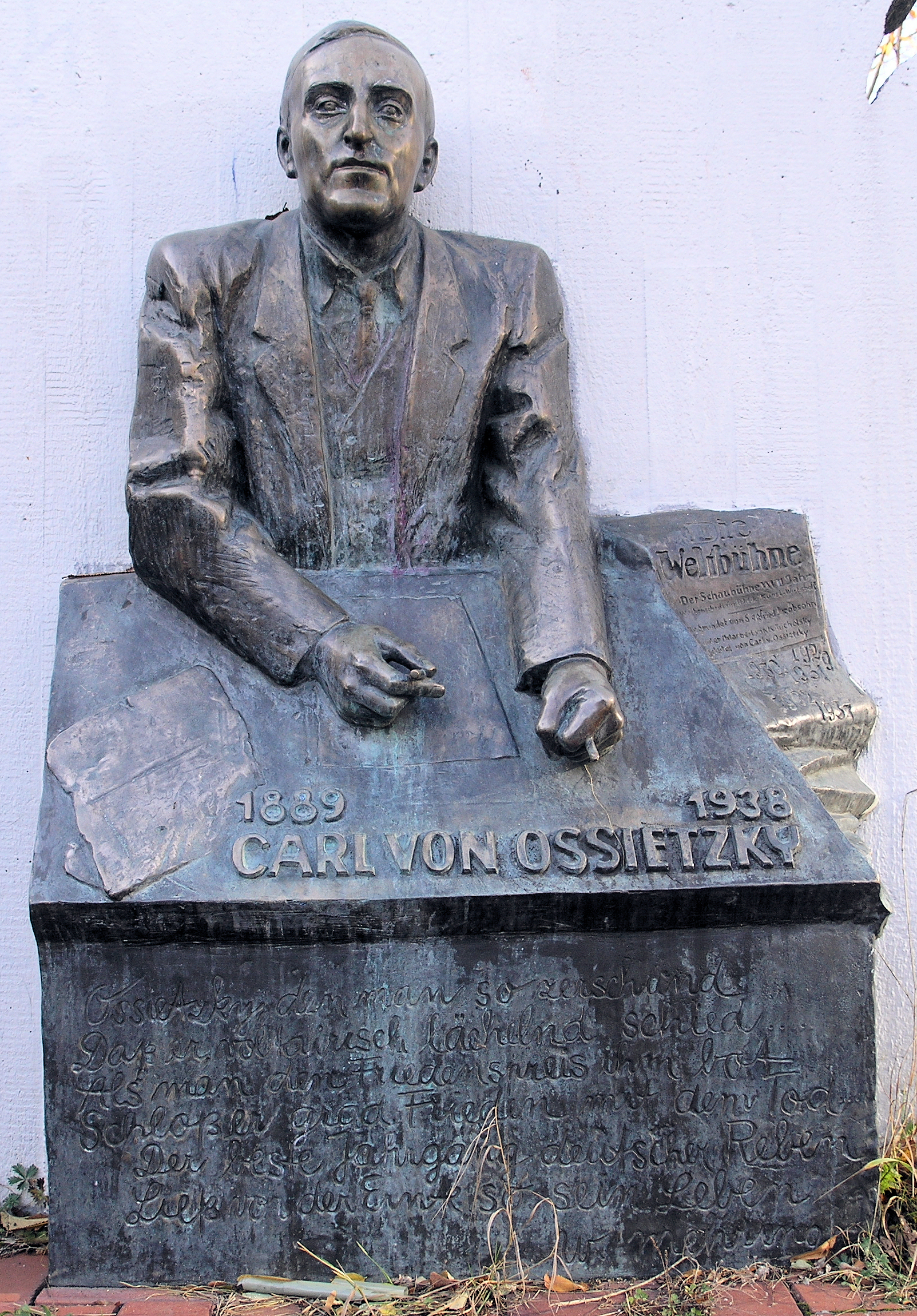
Carl-von-Ossietzky-Denkmal in der Blücherstr 45, in Berlin-Kreuzberg

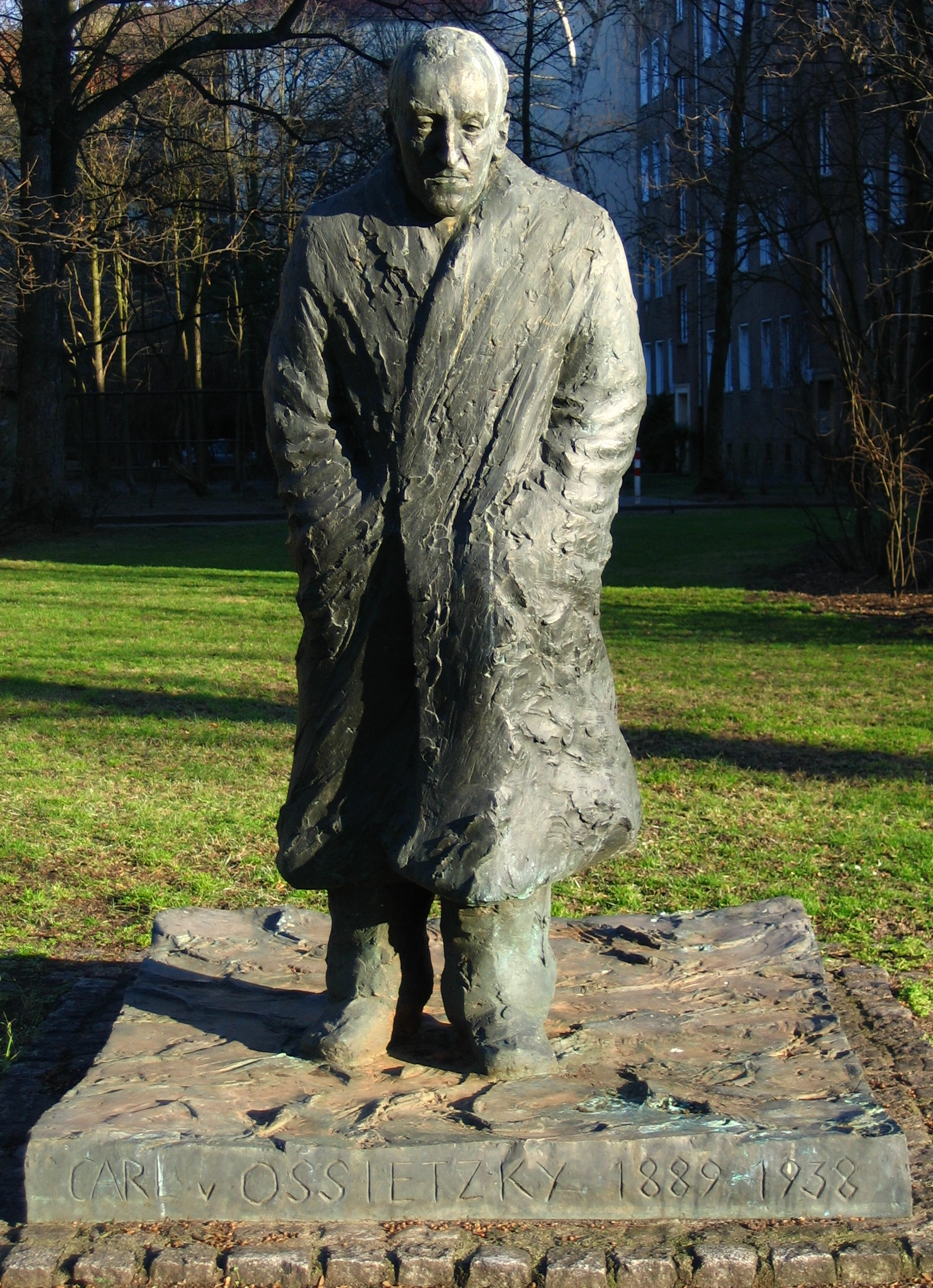
Carl-von-Ossietzky-Denkmal in der Ossietzkystraße Berlin

#### Stiftung von Preisen und Medaillen mit dem Namen Ossietzkys
- 1962: Carl-von-Ossietzky-Medaille der Internationale Liga für Menschenrechte
- 1963: Carl-von-Ossietzky-Medaille des Friedensrats der DDR
- 1984: Carl-von-Ossietzky-Preis für Zeitgeschichte und Politik der Stadt Oldenburg
- 1994: Ossietzky-Preis des norwegischen PEN-Verbands

#### Darstellungen Ossietzkys in der bildenden Kunst (unvollständig)
- Joachim Böttcher: Ossietzky gewidmet (1988, Radierung, 55 × 40 cm)
- Petra Flemming: Carl von Ossietzky (1988, Holzschnitt, 48 × 36 cm)[24]
- Dieter Goltzsche: Gedenkblatt für Ossietzky (1988, Siebdruck, 39 × 24,5 cm)[24]
- Klaus Kütemeier: Carl von Ossietzky Reliefporträt; Rathaus Hamburg
- Rolf Kuhrt: Für Carl von O. (1988, Radierung, 44,5 × 32,2 cm)[24]
- Walek Neumann: Carl v. Ossietzky lebt! (1988, Holzschnitt, 28 × 38 cm)[24]
- Maria Schockel-Rostowskaja: Carl von Ossietzky (1955, Porträtbüste, Bronze; vormals Berlin, vor dem Carl-von-Ossietzky-Gymnasium, Görschstraße 42–44)[25]
- Ludmila Seefried-Matějková: Carl von Ossietzky (1988, Bronze; Berlin, Blücherstraße 45)[26]
- Manfred Sihle-Wissel: Carl von Ossietzky (1996, Skulptur; Oldenburg, Am Theaterwall)[27]
- Klaus Simon: Carl von Ossietzky (Skulptur; Berlin, Ossietzky-Straße)[28]
- Stefan Thomas: Carl von Ossietzky (1965, Porträtbüste, Bronze; privater Park in Sülzhayn)[29]
- Eva Vent: Carl von Ossietzky (1988, Aquatinta-Radierung, 27,3 × 22,7 cm)[24]
- Baldwin Zettl: Dinge (1988, Kupferstich, 19,8 × 13,5 cm)[24]

#### Andere öffentliche Ehrungen (unvollständig)
- Ehrengrab der Stadt Berlin auf dem Friedhof Pankow IV in Berlin-Niederschönhausen.

- In beiden Teilen Deutschlands wurde eine große Zahl von Straßen nach Ossietzky benannt.[30]
- In Berliner Ortsteil Moabit befindet sich der Carl-von-Ossietzky-Park
- 1983 wurde die Hamburger Staatsbibliothek in Staats- und Universitätsbibliothek Hamburg Carl von Ossietzky umbenannt.
- 1991 gab sich die Universität Oldenburg – nach langjährigen Widerständen durch die niedersächsische Landesregierung in Hannover[31] – den Namen Carl von Ossietzky Universität Oldenburg. Ossietzkys Tochter Rosalinde von Ossietzky-Palm war bis zu ihrem Tod im Jahr 2000 Ehrenbürgerin der Universität. Die Universität verwaltet auch den Nachlass von Carl und Maud von Ossietzky.
- In der DDR erhielt eine bedeutende Zahl von Institutionen wie u. a. industrielle und landwirtschaftliche Betriebe, Schulen, Heime und medizinische Einrichtungen den Namen Ossietzkys. Beispiele sind das große Carl-von-Ossietzky-Gymnasium in Berlin-Pankow, ein Großbetrieb in Teltow und ein Sanatorium in Sülzhain[32]
- Die Deutsche Post der DDR gab 1964 in der Briefmarkenserie Für den Frieden der Welt und 1969 in der Serie Bedeutende Persönlichkeiten Ossietzky-Marken heraus.[33][34]
- 1979 veröffentlicht Oswald Andrae „Dat Leed van den Häftling Nr. 562 : Dokumentation über Entstehung und Wandel eines Liedes“ zu Ehren von Carl von Ossietzky: Bei der Entstehung des plattdeutschen Textes wurde Hans-Joachim Theil um Rat gebeten; es entstand die Vertonung des Liedes, eine Moll-Version von Helmut Debus und weltweite Bekanntheit erlangte das Lied durch den schottischen Folksänger Dick Gaughan - DNB bibliografischer Nachweis unter: http://d-nb.info/946810451 .
- Die Zeitschrift Ossietzky wurde nach Carl von Ossietzky benannt.

## Schriften
- Sämtliche Schriften. Hrsg. von Werner Boldt u. a. Unter Mitwirkung von Rosalinde von Ossietzky-Palm. 8 Bände. Rowohlt, Reinbek 1994, ISBN 3-498-05019-2.
- Schriften. 2 Bände. Aufbau, Berlin 1966.
- Rechenschaft: Publizistik aus den Jahren 1913–1933. Hrsg. von Bruno Frei. Aufbau, Berlin 1970.
- Lesebuch: der Zeit den Spiegel vorhalten. Hrsg. von der Carl-von-Ossietzky-Forschungsstelle an der Universität Oldenburg. Rowohlt, Reinbek 1989, ISBN 3-498-05015-X.

Briefe:
- Dietger Pforte (Hrsg.): Farbige weithin sichtbare Signalzeichen. Der Briefwechsel zwischen Carl von Ossietzky und Kurt Tucholsky aus dem Jahr 1932. Akademie der Künste, Berlin 1985, ISBN 3-88331-942-2.

### Biographien
- Werner Boldt: Carl von Ossietzky (1889–1938). Donat, Bremen 2020, ISBN 978-3-943425-87-1.
- Werner Boldt: Carl von Ossietzky: Vorkämpfer der Demokratie. Ossietzky, Hannover 2013, ISBN 978-3-944545-00-4.
- Bruno Frei: Carl von Ossietzky. Eine politische Biographie. Berlin 1978, ISBN 3-921810-15-9.
- Dirk Grathoff: Ossietzky, Carl von. In: Neue Deutsche Biographie (NDB). Band 19, Duncker & Humblot, Berlin 1999, ISBN 3-428-00200-8, S. 610 f. (Digitalisat).
- Gerhard Kraiker und Elke Suhr: Carl von Ossietzky. Rowohlt, Reinbek bei Hamburg 1994, ISBN 978-3-499-50514-0 (Rowohlts Monographien).
- Richard von Soldenhoff (Hrsg.): Carl von Ossietzky 1889–1938. Ein Lebensbild. (Bildbiografie). Weinheim 1988, ISBN 3-88679-173-4.
- Wilhelm von Sternburg: „Es ist eine unheimliche Stimmung in Deutschland“: Carl von Ossietzky und seine Zeit. Aufbau-Verlag, Berlin 1996, ISBN 3-351-02451-7.
- Elke Suhr: Carl von Ossietzky. Eine Biographie. Kiepenheuer und Witsch, Köln 1988, ISBN 3-462-01885-X.
- Eintrag Carl von Ossietzky. In Werner Treß Hrsg.: Verbrannte Bücher 1933. Mit Feuer gegen die Freiheit des Geistes. Bundeszentrale für politische Bildung, Bonn 2009, S. 318–329. (Enthält eine Kurzbiographie bis S. 319 und bis S. 329 den Abdruck des Ossietzky-Artikels: Antisemiten. Die Weltbühne XXVIII Jg, 2. Hj., Nr 29 vom 19. Juli 1929.)

### Sonstige
- Stefan Berkholz (Hrsg.): Carl von Ossietzky. 227 Tage im Gefängnis. Briefe, Texte, Dokumente. Darmstadt 1988.
- Kurt Buck: Carl von Ossietzky im Konzentrationslager. In: DIZ-Nachrichten. Aktionskomitee für ein Dokumentations- und Informationszentrum Emslandlager e. V., Papenburg 2009, Nr. 29, S. 21–27 : Ill.
- Julian Dörr, Verena Diersch: Zur Rechtfertigung von Whistleblowing. Eine ordnungsethische und legitimitätstheoretische Perspektive der Whistleblower-Fälle Carl von Ossietzky und Edward Snowden. In: Zeitschrift für Politik, 64. Jg., H. 4, S. 468–492, ISSN 0044-3360.
- K. Fiedor: Carl von Ossietzky und die Friedensbewegung. Breslau 1985.
- Ralph Giordano: Demokrat ohne Parteidoktrin und ideologisches Dogma. Rede am 28. April 1989 in Wiesbaden am Oberstufengymnasium West anlässlich der Umbenennung in Carl-von-Ossietzky-Schule. In: Ich bin angenagelt an dieses Land. Reden und Aufsätze über die deutsche Vergangenheit und Gegenwart. Knaur-TB 80024, Droemer Knaur, München 1994, ISBN 3-426-80024-1, S. 85–98.
- Friedhelm Greis, Stefanie Oswalt (Hrsg.): Aus Teutschland Deutschland machen. Ein politisches Lesebuch zur „Weltbühne“. Lukas, Berlin 2008, ISBN 978-3-86732-026-9.
- Alfred Kantorowicz: Die Geächteten der Republik. in: Porträts. Deutsche Schicksale. Chronos, Berlin, 1947, S. 5–24.
- Gerhard Kraiker, Dirk Grathoff (Hrsg.): Carl von Ossietzky und die politische Kultur der Weimarer Republik. Symposium zum 100. Geburtstag. Schriftenreihe des Fritz Küster-Archivs. Oldenburg 1991, Buch als PDF
- Ursula Madrasch-Groschopp: Die Weltbühne. Porträt einer Zeitschrift. Buchverlag Der Morgen, Berlin 1983. (Nachdruck: Bechtermünz Verlag im Weltbild Verlag, Augsburg 1999, ISBN 3-7610-8269-X)
- Maud von Ossietzky: Maud von Ossietzky erzählt: Ein Lebensbild. Berlin 1966.
- Helmut Reinhardt (Hrsg.): Nachdenken über Ossietzky. Aufsätze und Graphik. Verlag der Weltbühne von Ossietzky, Berlin 1989, ISBN 3-86020-011-9.
- Christoph Schottes: Die Friedensnobelpreiskampagne für Carl von Ossietzky in Schweden. Oldenburg 1997, ISBN 3-8142-0587-1 Buch als PDF
- Elke Suhr: Zwei Wege, ein Ziel – Tucholsky, Ossietzky und Die Weltbühne. Weisman, München 1986, ISBN 3-88897-026-1.
- Frithjof Trapp, Knut Bergmann, Bettina Herre: Carl von Ossietzky und das politische Exil. Die Arbeit des „Freundeskreises Carl von Ossietzky“ in den Jahren 1933–1936. Hamburg 1988.
- Hans-Ulrich Wehler: Leopold Schwarzschild contra Carl v. Ossietzky. Politische Vernunft für die Verteidigung der Republik gegen ultralinke ‚Systemkritik‘ und Volksfront-Illusionen. In: Ders.: Preußen ist wieder chic … Politik und Polemik in zwanzig Essays. Frankfurt a. M. 1983, S. 77–83.

## Filme
- Carl von Ossietzky, Deutscher Fernsehfunk, 1963, Regie: Richard Groschopp, mit Hans-Peter Minetti als Ossietzky.
- Der Prozeß Carl von O., Fernsehspiel NDR 1964, Regie: John Olden, mit Rolf Henniger als Ossietzky.

## Dokumentationen

### Radiobeiträge, Podcast und Online-Dokumentationen
- Carl von Ossietzky Publizist, Pazifist, Republikaner, Demokrat. Ein Podcastbeitrag des Radiosenders Bayern 2 aus der Reihe radioWissen: vom 30. November 2012 auf der Homepage des Senders Bayern2
- Dokumentation zu „Dat Leed van den Häftling Nr. 562“ unter Arbeitskreis Gröschler-Haus – Oswald Andrae (1926–1997) – Autor, plattdeutscher Querdenker, Intellektueller aus Jever – Zentrum für Jüdische Geschichte und Zeitgeschichte der Region Friesland / Wilhelmshaven. Abgerufen am 19. Juni 2021[35]
- Carl von Ossietzky: Friedensnobelpreisträger, Journalist, politischer Pazifist. Online-Ausstellung zu seinem 120. Geburtstag (2009). Realisation: Christian Bartolf, Dominique Miething. Schirmherr: Christian Hanke (Bezirksbürgermeister von Berlin-Mitte).